# 昂格尔恩半岛

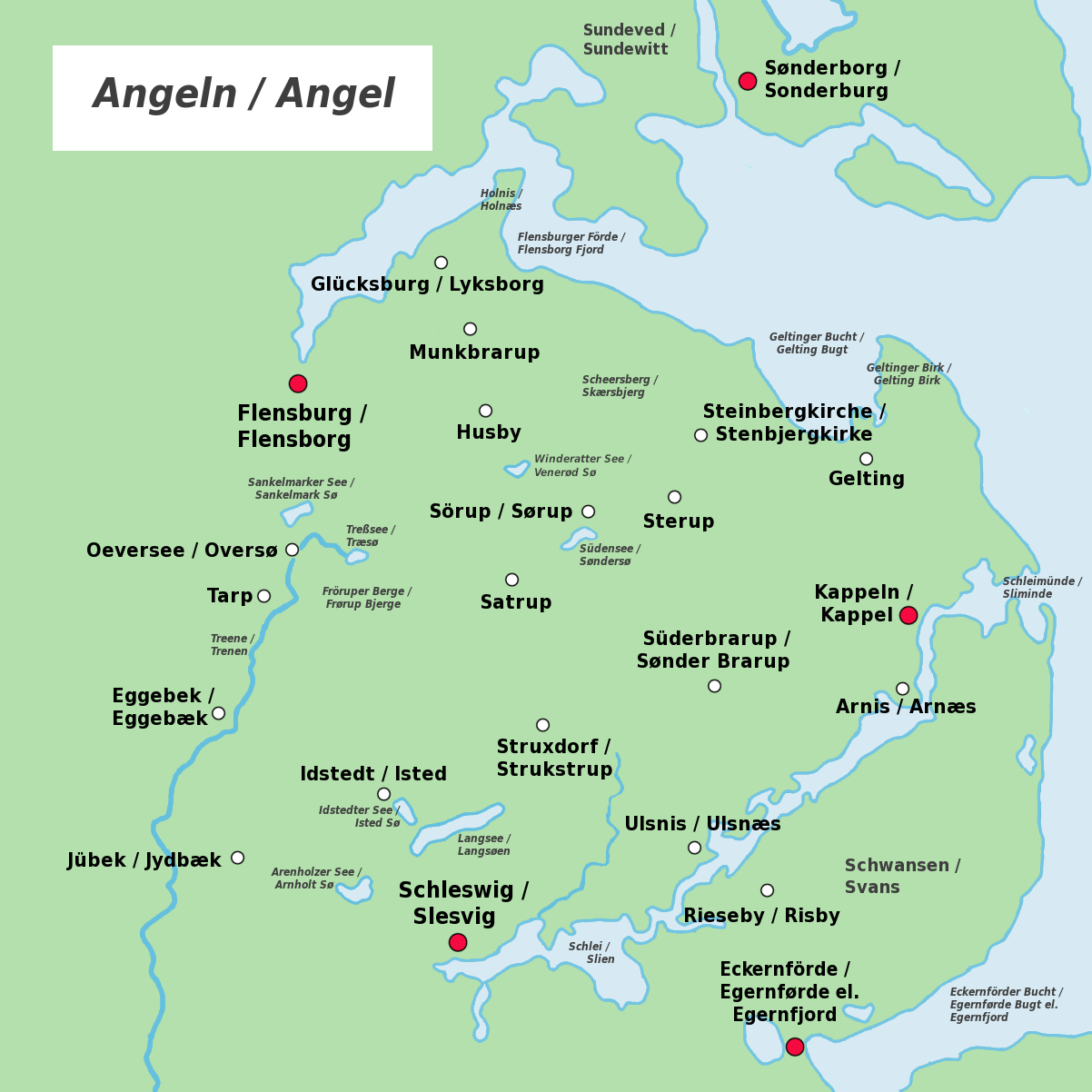
昂格尔恩的双语地图

昂格尔恩半岛（發音：[ˈaŋl̩n] ⓘ）是日德兰半岛在波罗的海一侧的半岛，位于基尔湾，是德国最北部地区南石勒苏益格的一部分。该半岛北邻弗伦斯堡峡湾，与丹麦的松讷沃半岛、阿爾斯島隔海相望；南侧被施萊河与施万森相分隔。当地丘陵密布，湖泊众多。最大的城市是弗伦斯堡、石勒苏益格和卡珀尔恩。
昂格尔恩半岛是日耳曼部落盎格魯人的起源地。在民族大遷徙时代，盎格鲁人从今德国北部迁徙到大不列顛島，并建立了麥西亞王國、諾森布里亞王國和東盎格利亞王國，最终用族名命名了英格兰。
格吕克斯堡的格呂克斯堡城堡和石勒苏益格的戈托尔夫城堡分别是格呂克斯堡王朝和荷尔斯泰因-戈托普王朝的发源地。

## 词源
在可上溯至6至7世纪的古英语诗歌《威茲瑟斯》中首次出现该地名。通常认为它与原始日耳曼語词根* angulaz（“钩”）和* angw-（“窄”）有关，也可能是施莱河的旧称。目前尚不清楚该地名所指代的地区是否古今一致。

## 地理

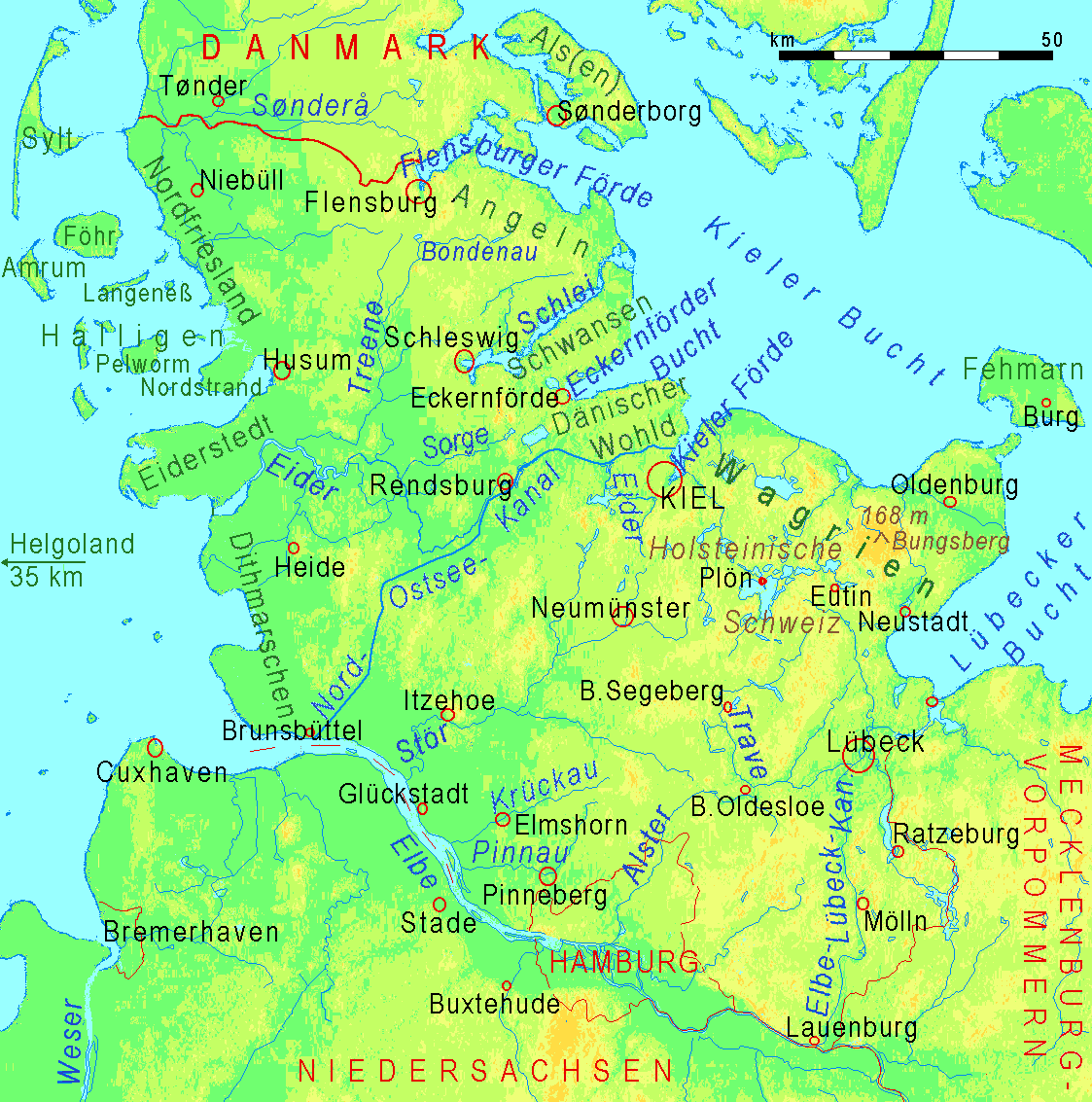
石勒苏益格-荷尔斯泰因州地形图，图中显示昂格尔恩位于东北部

昂格尔恩半岛是石勒苏益格-荷尔斯泰因州波罗的海沿岸的四个半岛之一，另外三个半岛是施万森半岛、代尼舍沃尔德半岛和瓦格林半岛。这些半岛是威赫塞尔冰期形成的石勒苏益格-荷尔斯泰因冰碛高地的一部分，半岛上丘陵密布，有数个冰蚀湖。
昂格尔恩的湖泊分为北昂格尔恩湖群和南昂格尔恩湖群。特雷訥河的源头是发源于昂格尔恩的邦德瑙河和基尔施陶河，然后向西流入艾德河——即丹麦和德国之间的历史边界。
昂格尔恩的最北部分是伸入弗伦斯堡湾的霍尔尼斯半岛半岛。半岛西部因其其浅色沙质土壤被称为卢斯昂格尔恩（意为“浅色昂格尔恩”）。该地区是东部昂格尔恩高地和西部石勒苏益格沿海岸高燥地之间的过渡区，而石勒苏益格盖斯特河最终汇入北弗里斯兰的潮汐沼泽。

除非县辖城市弗伦斯堡外，昂格尔恩半岛属于德国最东北部的石勒苏益格-弗伦斯堡县。该地区2018年约有200,025名居民。

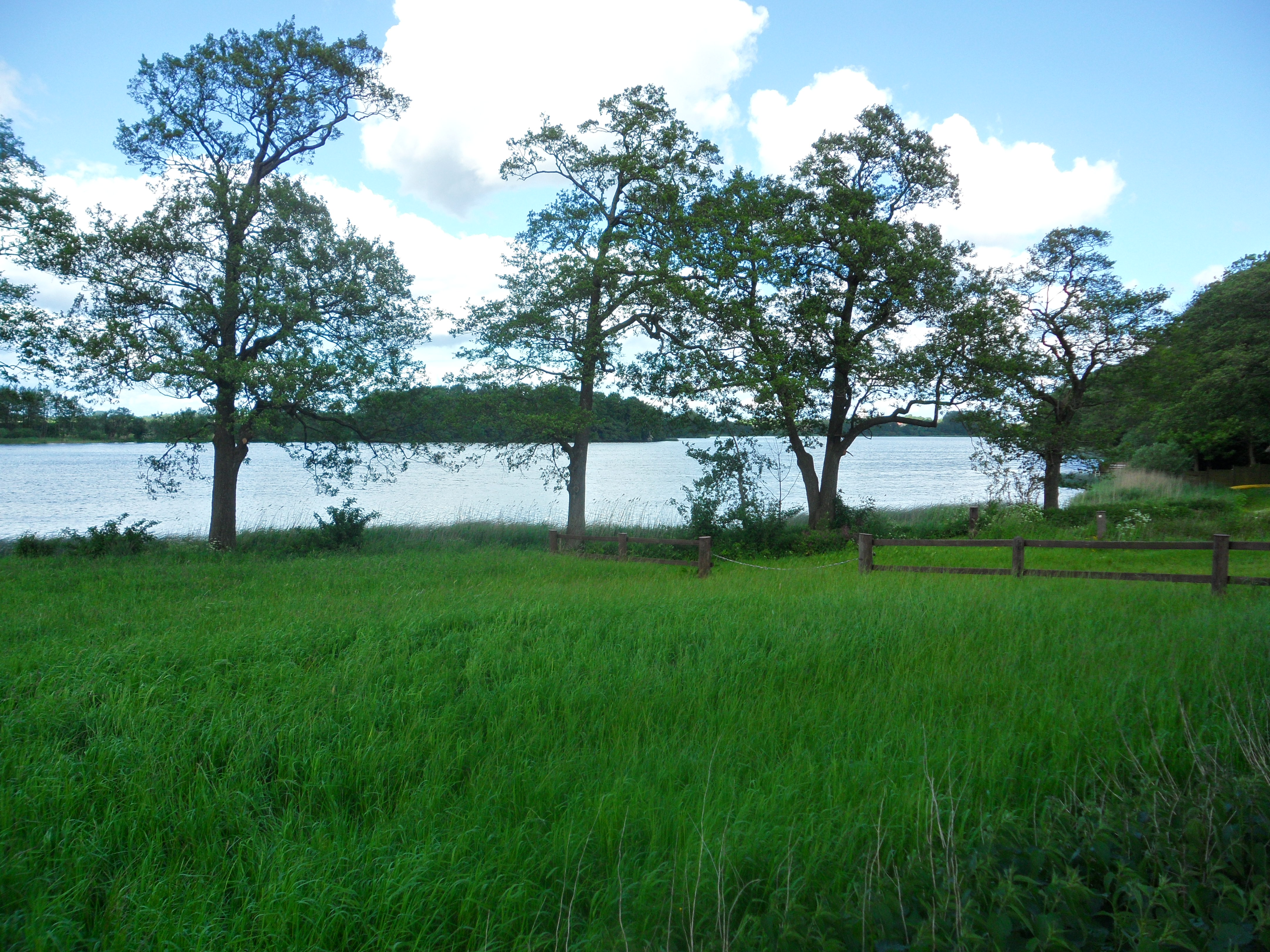
叙登湖，昂格尔恩的一个冰蚀湖
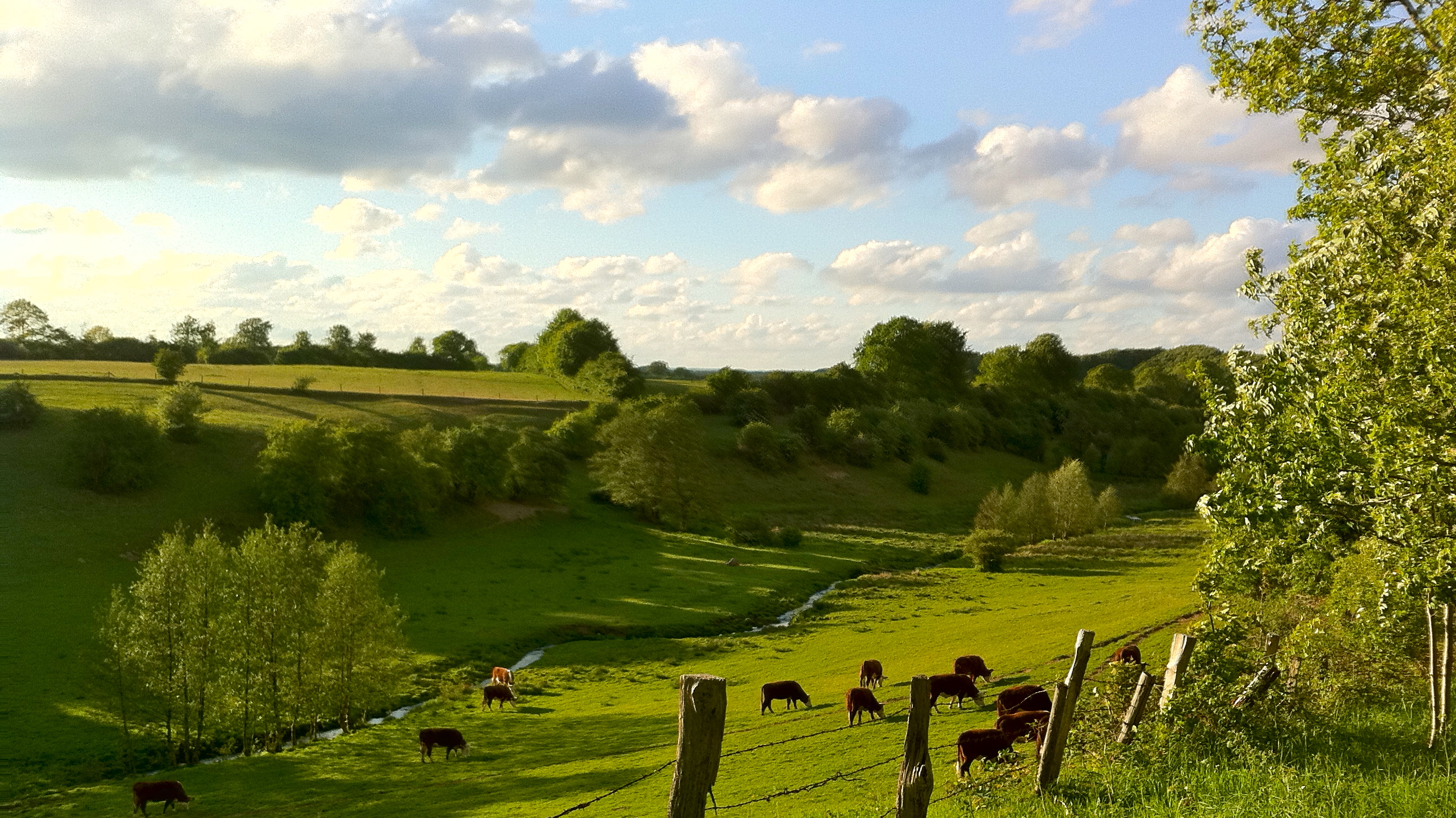
蒙克布拉鲁普附近的蒙克布拉普鲁河谷
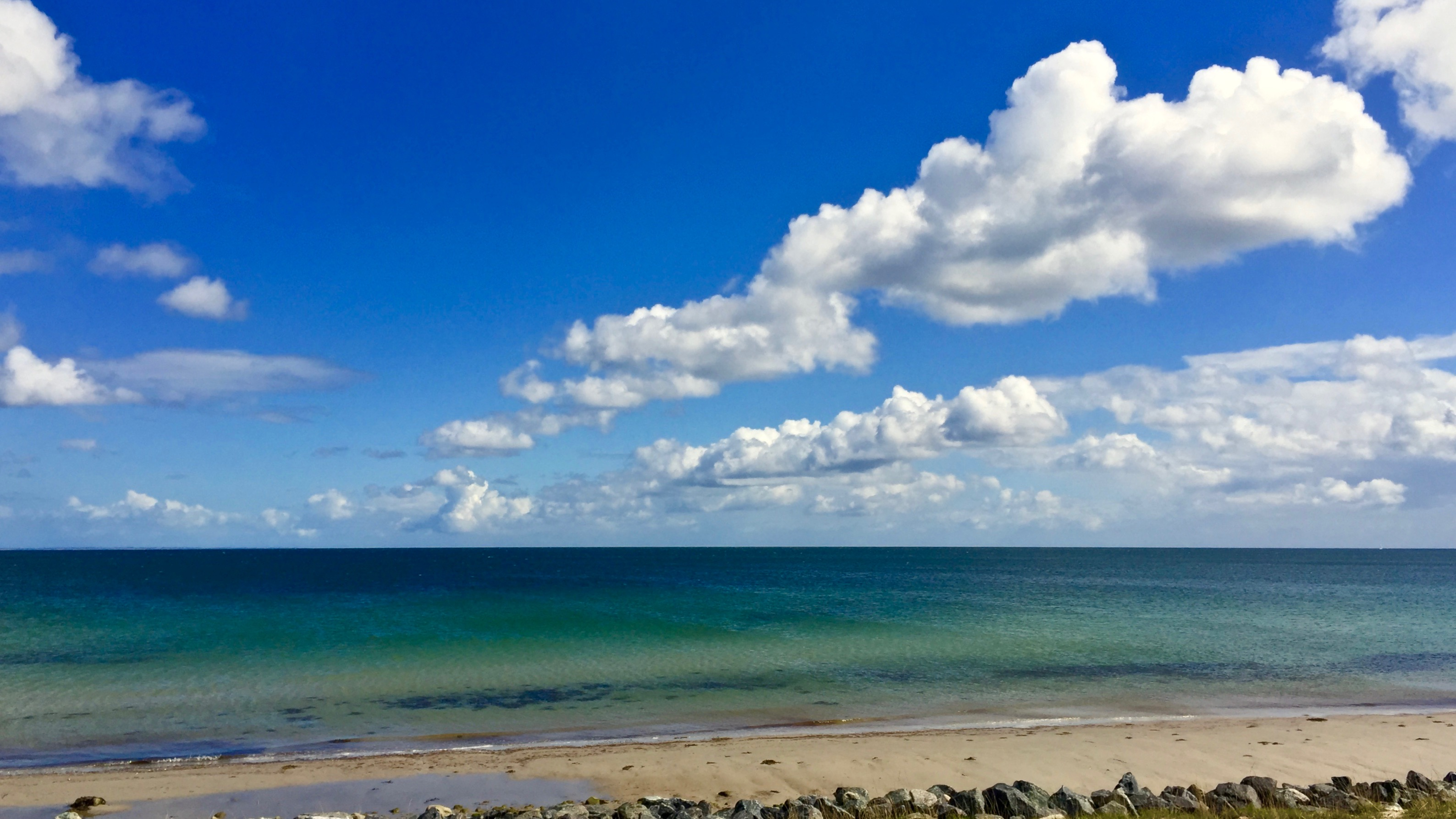
尼比海滩
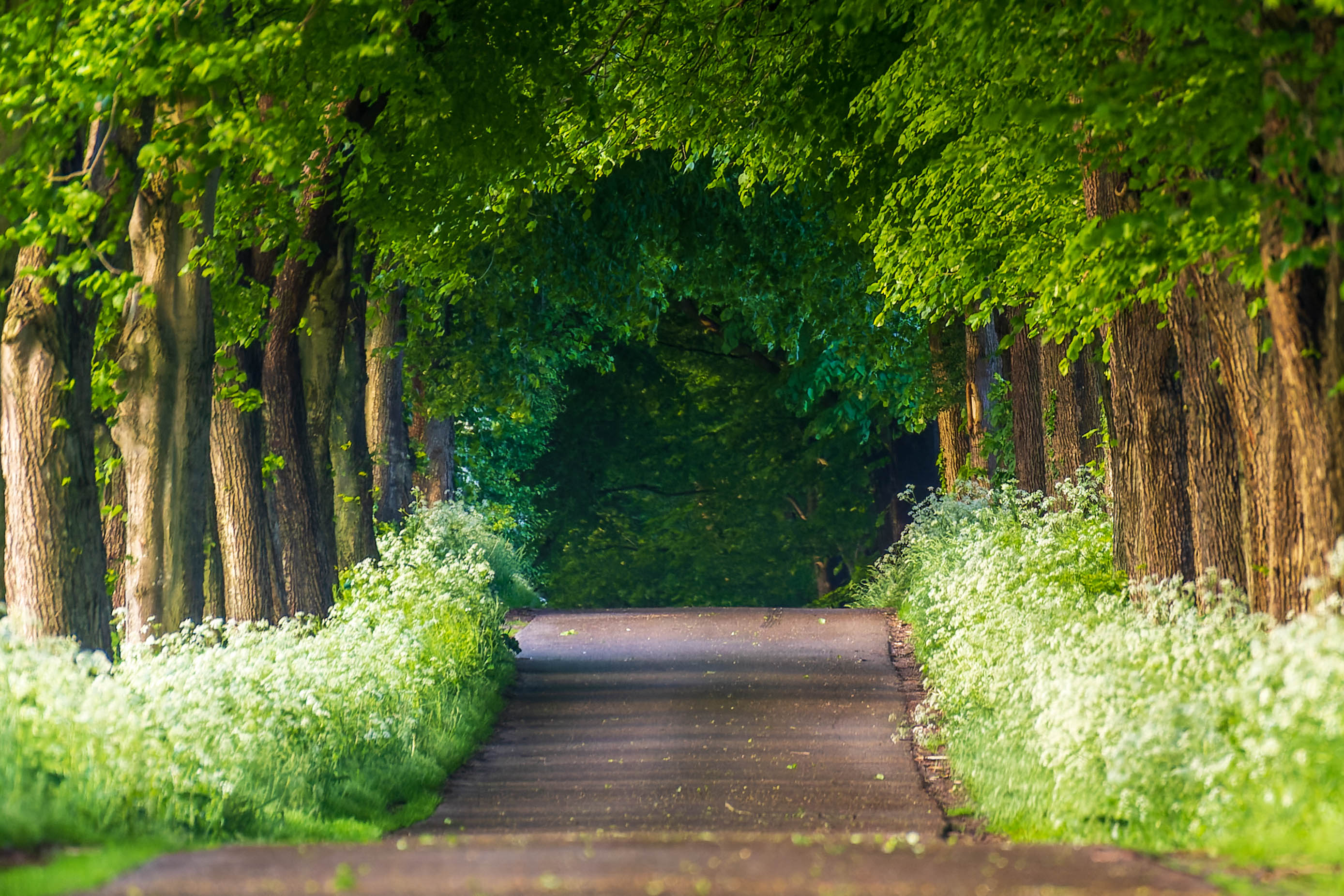
沙尔比大道

### 湖泊
北昂格尔恩最大的湖泊是：
- 桑克爾馬克湖
- 敘登湖

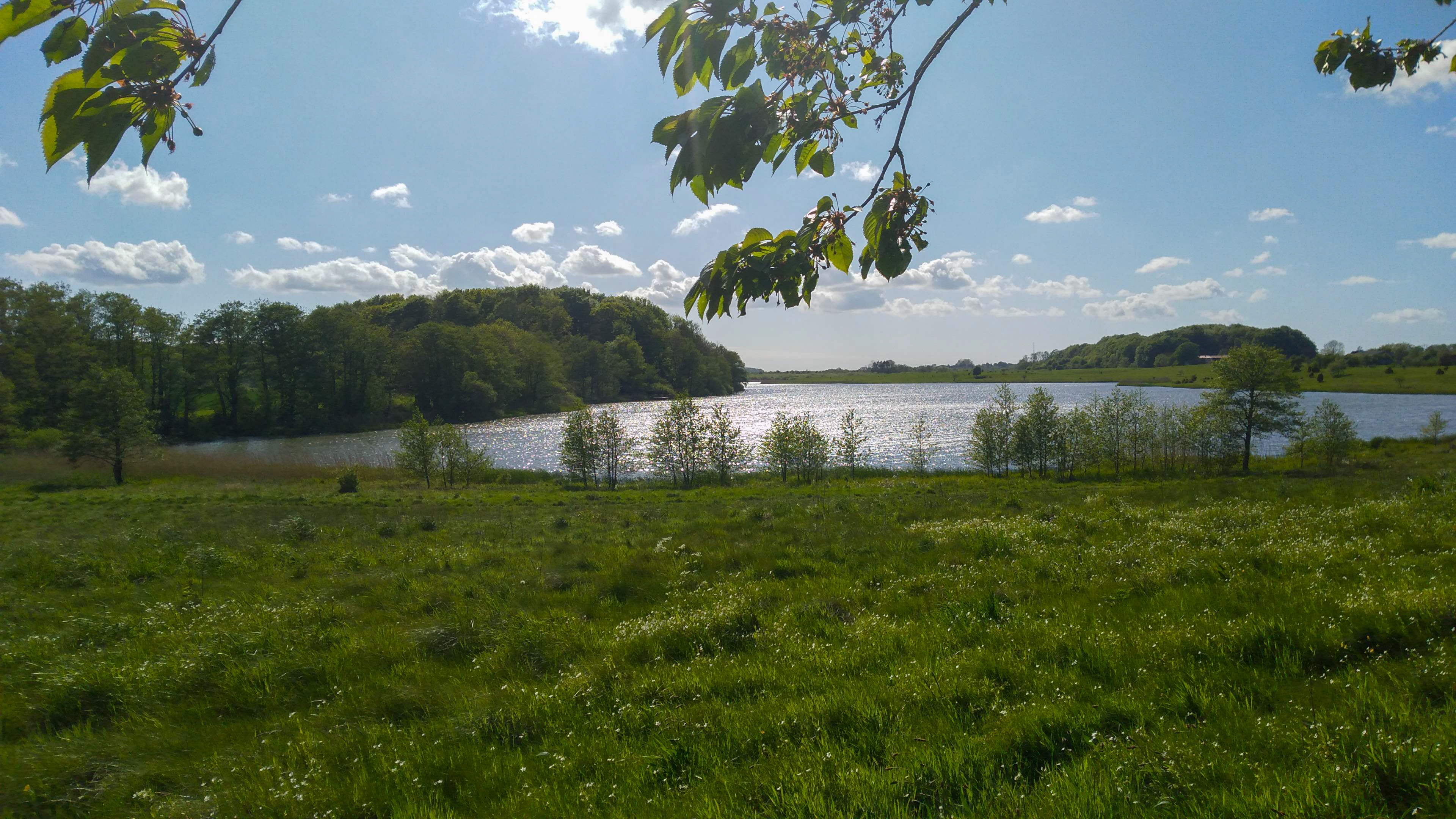
溫德拉特湖
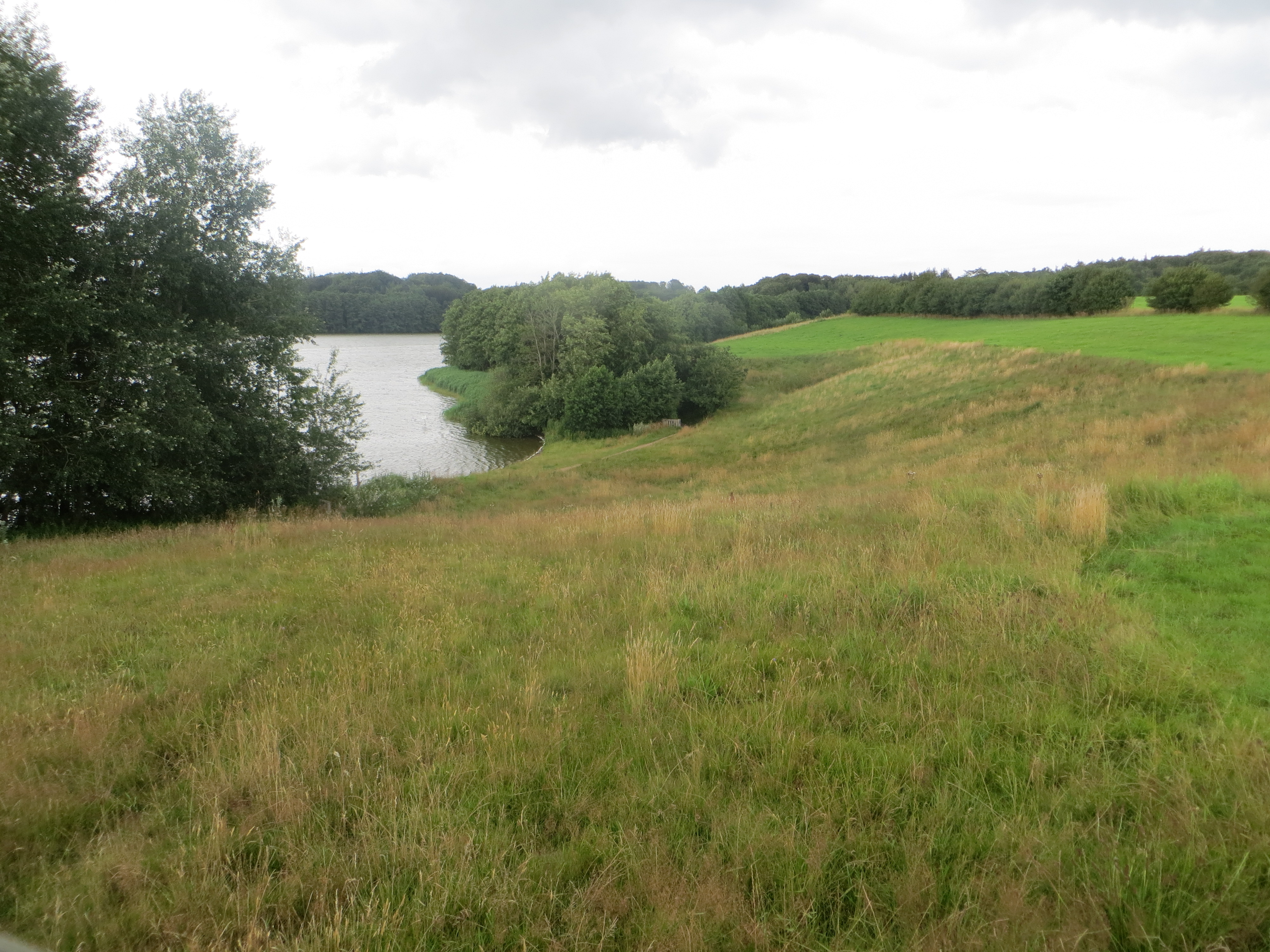
特雷斯湖
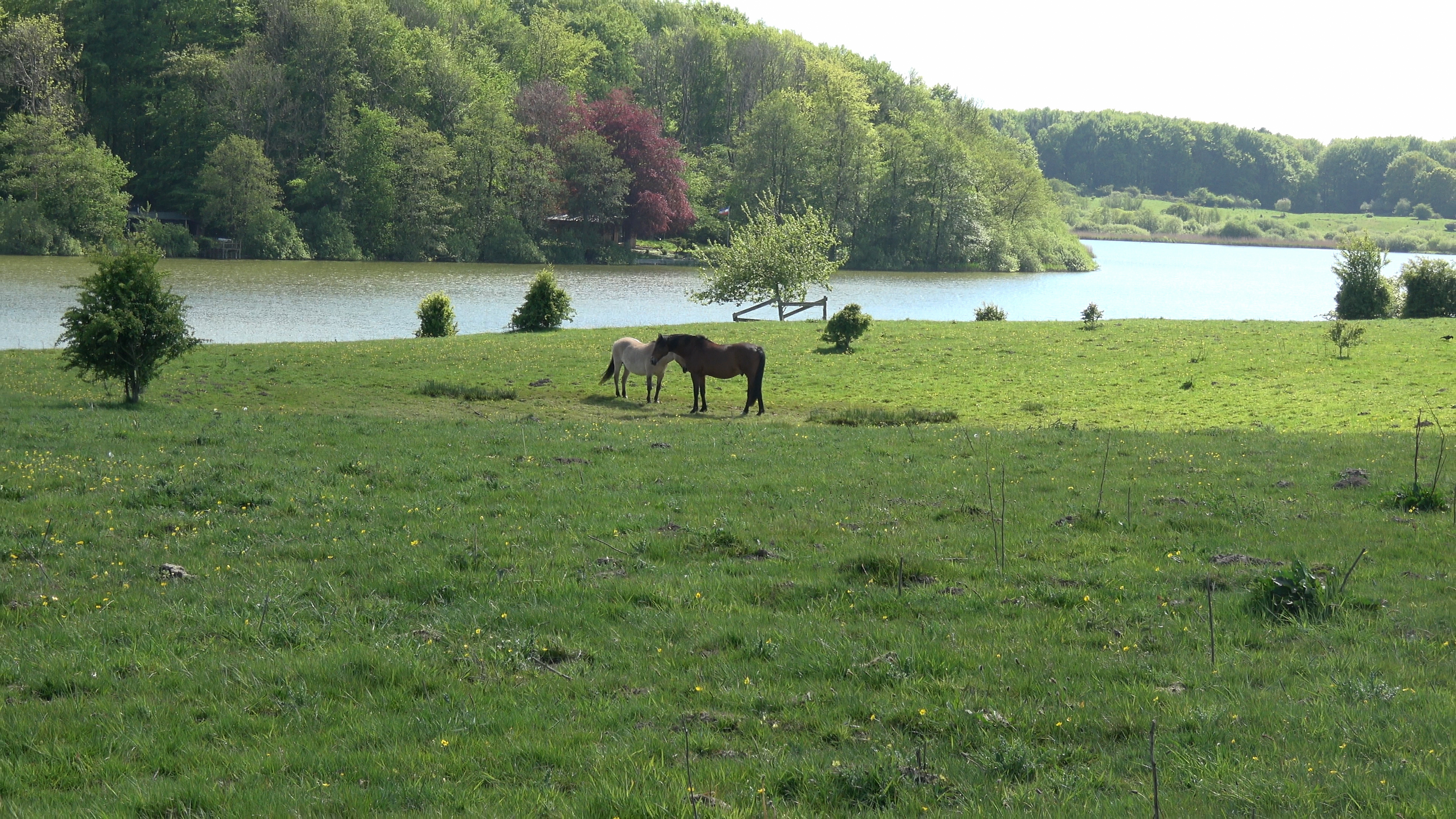
哈沃托夫特湖（德语：Havetofter See）
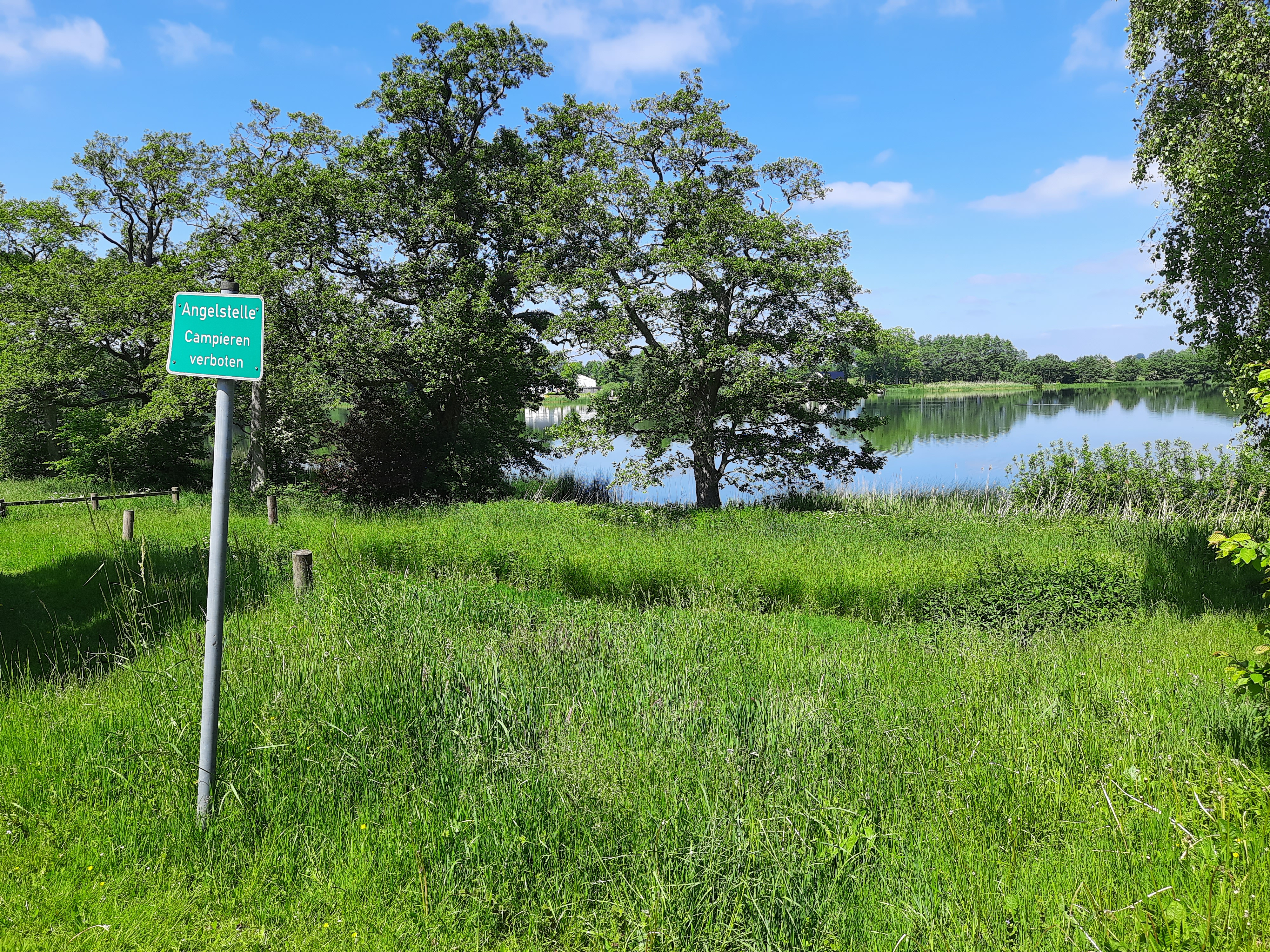
叙登湖的钓鱼胜地

- 吕德湖（德语：Rüder See）

南昂格尔恩最大的湖泊是：
- 朗湖 (石勒苏益格)
- 阿倫霍爾茨湖
- 伊德施泰特湖（德语：Idstedter See）
- 雷特湖 (石勒苏益格)（德语：Reethsee）
- 博克湖 (倫茨堡-埃肯弗德縣)

- 溫德拉特湖
- 桑克尔马克湖
- 溫德拉特湖
- 叙登湖的钓鱼胜地

### 河流
胡斯比和卡佩尔恩之间横跨昂格尔恩的山脉构成了波罗的海和北海的分水岭。东侧有多条被称为奥恩的小河流入波罗的海。西边大多数溪流流入特雷讷河，经由艾德河汇入北海。
特雷讷河是艾德河最长的支流，有两个源头邦德瑙河和基尔施陶河，邦德瑙河的源头位于莫尔基希和瑟鲁普的瑟鲁普霍尔茨。叙登塞河在中昂格尔恩的邦德布吕克处流入邦德瑙河。基尔施陶河发源于索鲁普的施文斯比，流经溫德拉特湖，在大索尔特处注入邦德瑙河，随后流入特雷斯湖。从湖泊起，这条河被命名为特雷讷河，向西流出昂格尔恩后，在腓特烈施塔特流入艾德河，然后在滕宁流入潮汐河普伦河。

从全程流经昂格尔恩的最大水系是菲辛格河水系（上游又名洛特河），由博霍策河（其上游又名韦尔斯庞格河）和奥克斯贝克河（又名米赫莱瑙河，最长的支流是弗拉鲁珀河）汇合而成。菲辛格河在石勒苏益格以东、沙尔比市的温宁迈流入施莱湾。

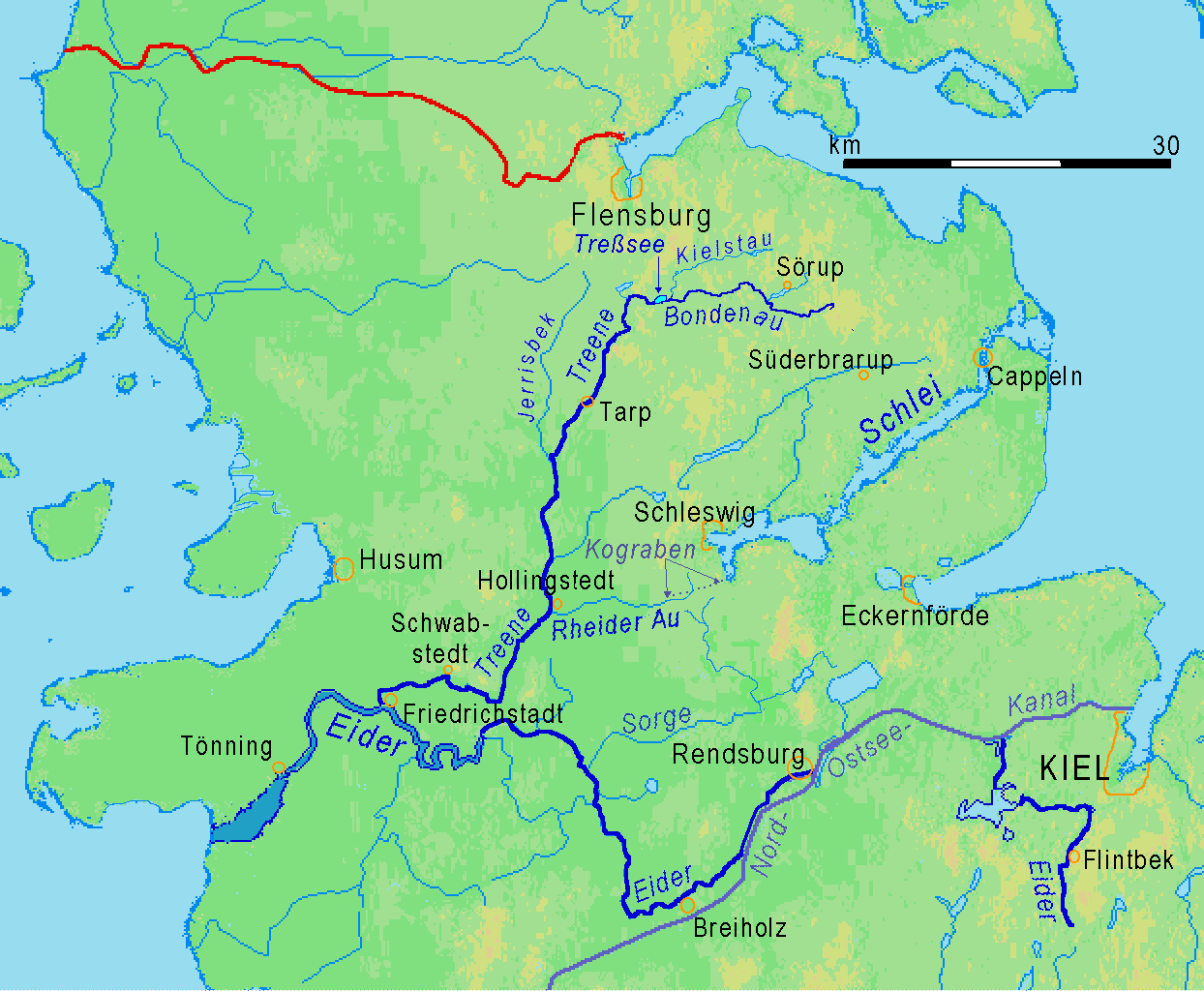
石勒苏益格-荷尔斯泰因州北部最长河流地图
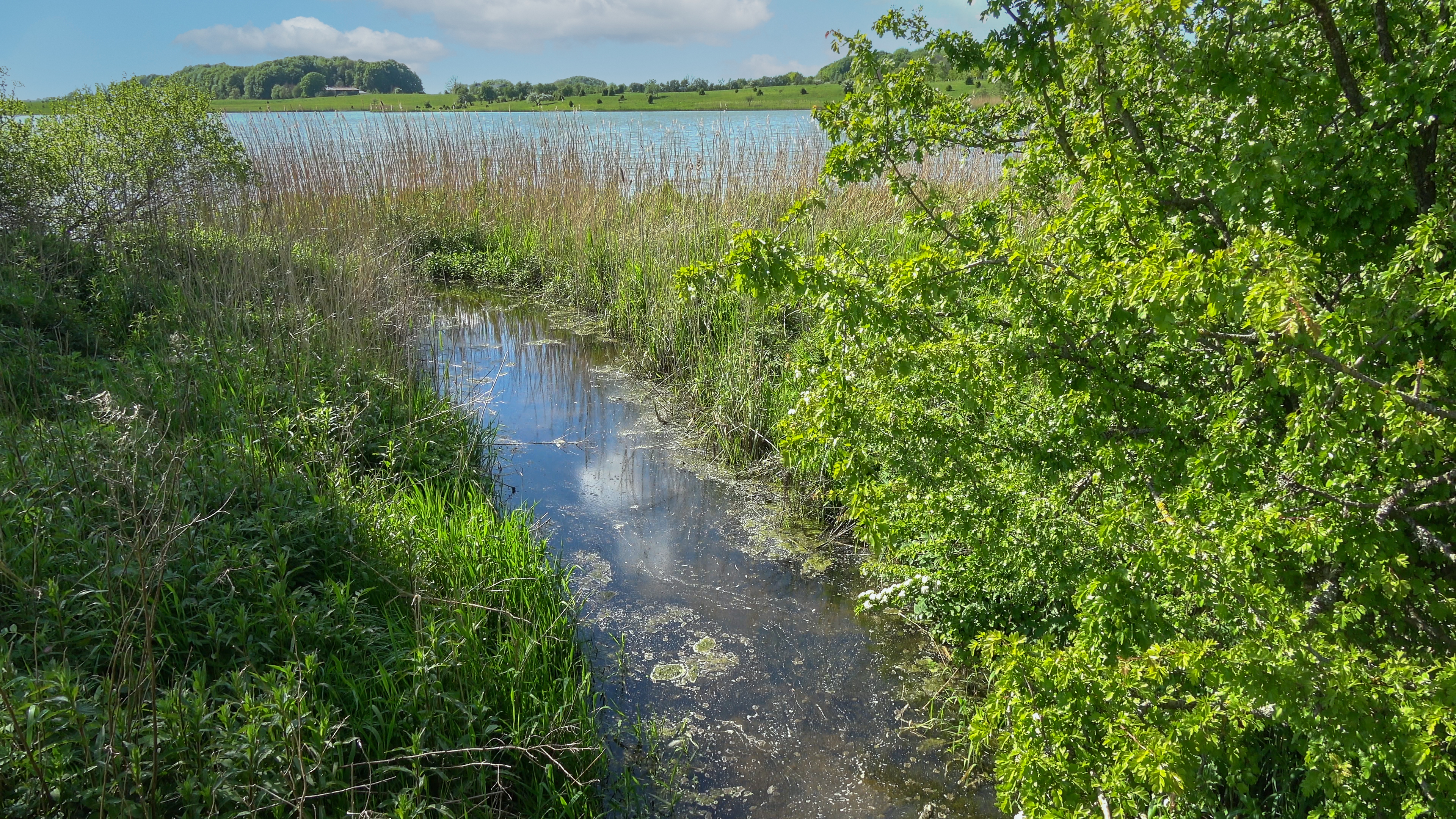
基尔斯陶河流入溫德拉特湖
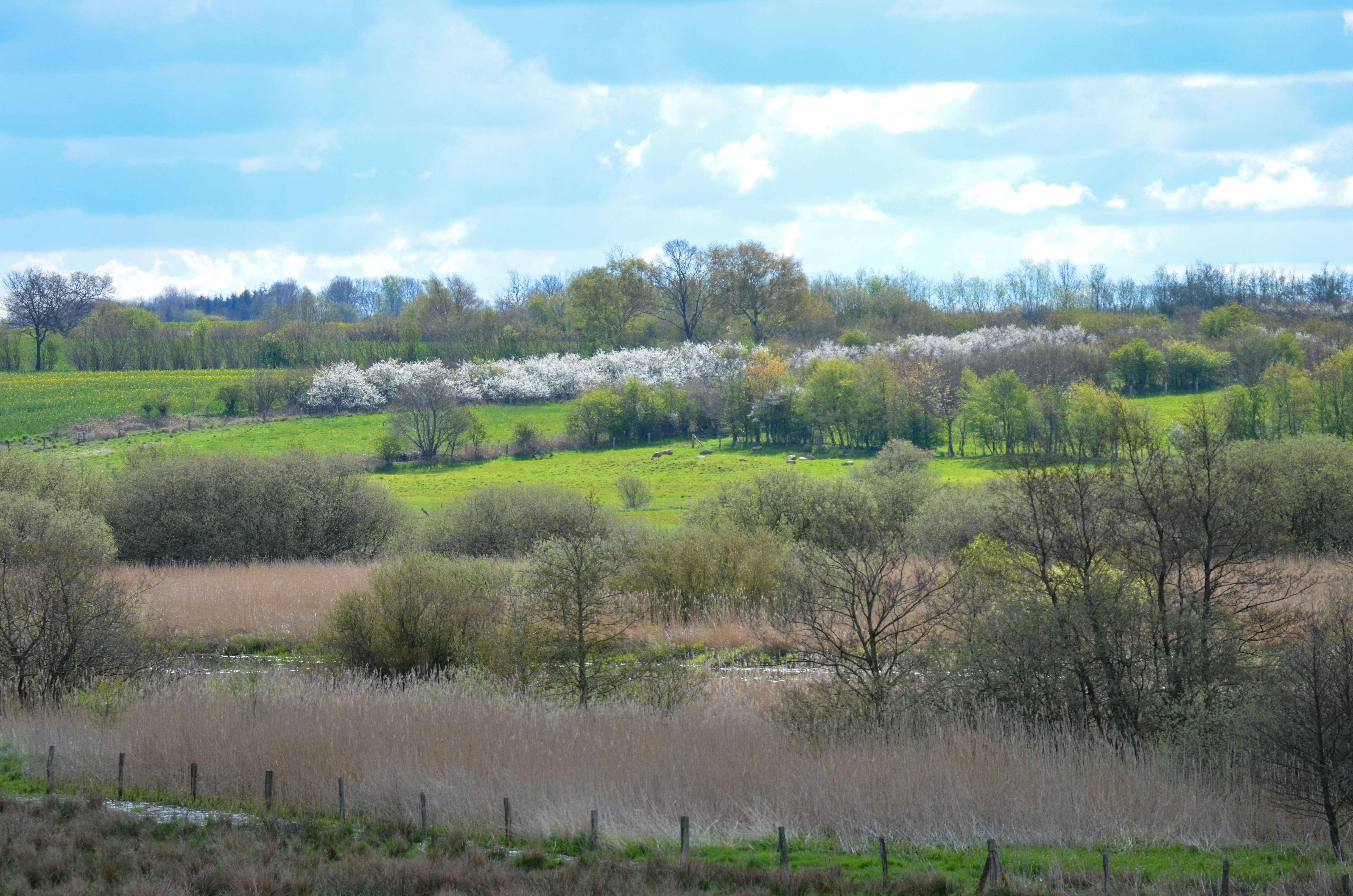
位于特雷斯湖西侧的特雷讷河谷
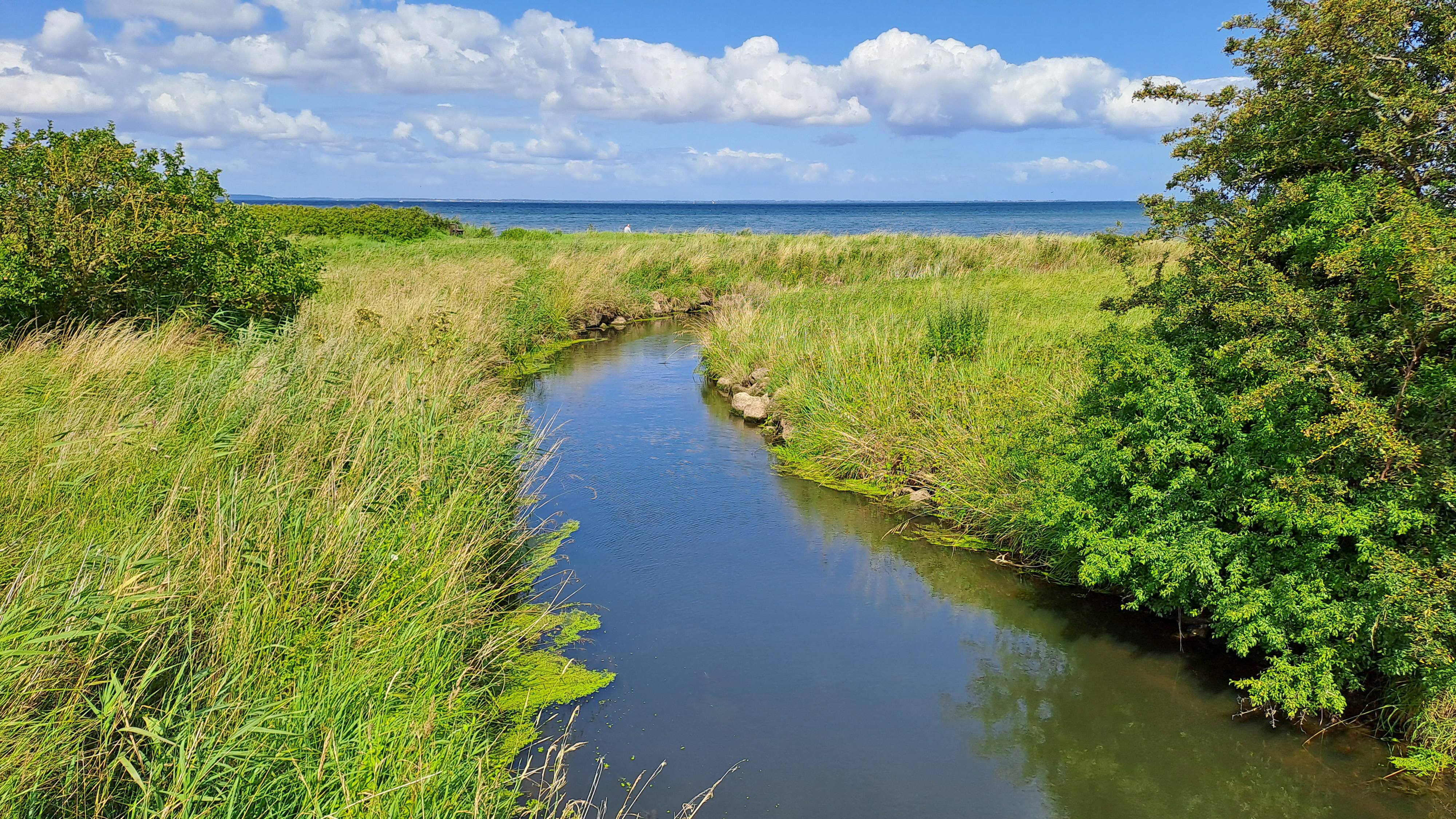
利平高河流入波罗的海

### 自然保护区
昂格尔恩有10个官方指定的自然保护区：
- 盖尔廷格比尔克（德语：Geltinger Birk）
- 霍尔尼斯（德语：Holnis）
- 黑希特莫尔沼泽（德语：Hechtmoor）
- 赫夫特兰-博克霍尔姆维克及其邻近悬崖（德语：Höftland Bockholmwik und angrenzende Steilküsten）
- 上特雷讷景观区（德语：Obere_Treenelandschaft）
- 南布拉鲁普蛇形丘（德语：Os bei Süderbrarup）
- 普古默湖及周边地区（德语：Pugumer See und Umgebung）
- 雷斯霍尔姆/施莱（德语：Reesholm/Schlei）
- 朗巴利高山谷（德语：Tal der Langballigau）
- 施莱明德（德语：Schleimünde）

以及一处自然公园：施莱自然公园。海塔布-丹内韦尔克自然保护区位于昂格尔恩西南部，沿着丹内维尔克河延伸，环绕维京人定居点赫德比（系联合国教科文组织世界遗产）。

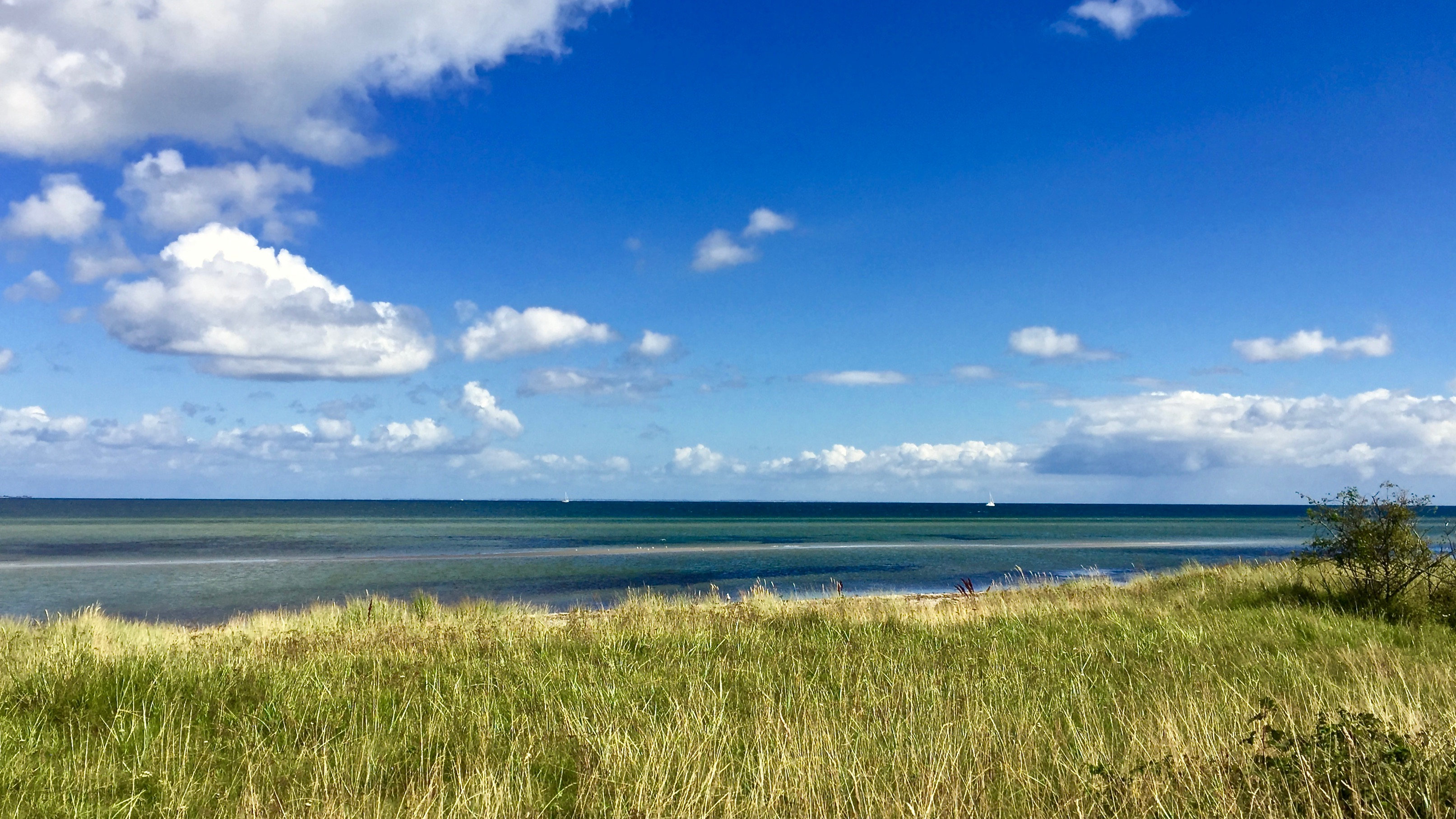
盖尔廷格比尔克海岸
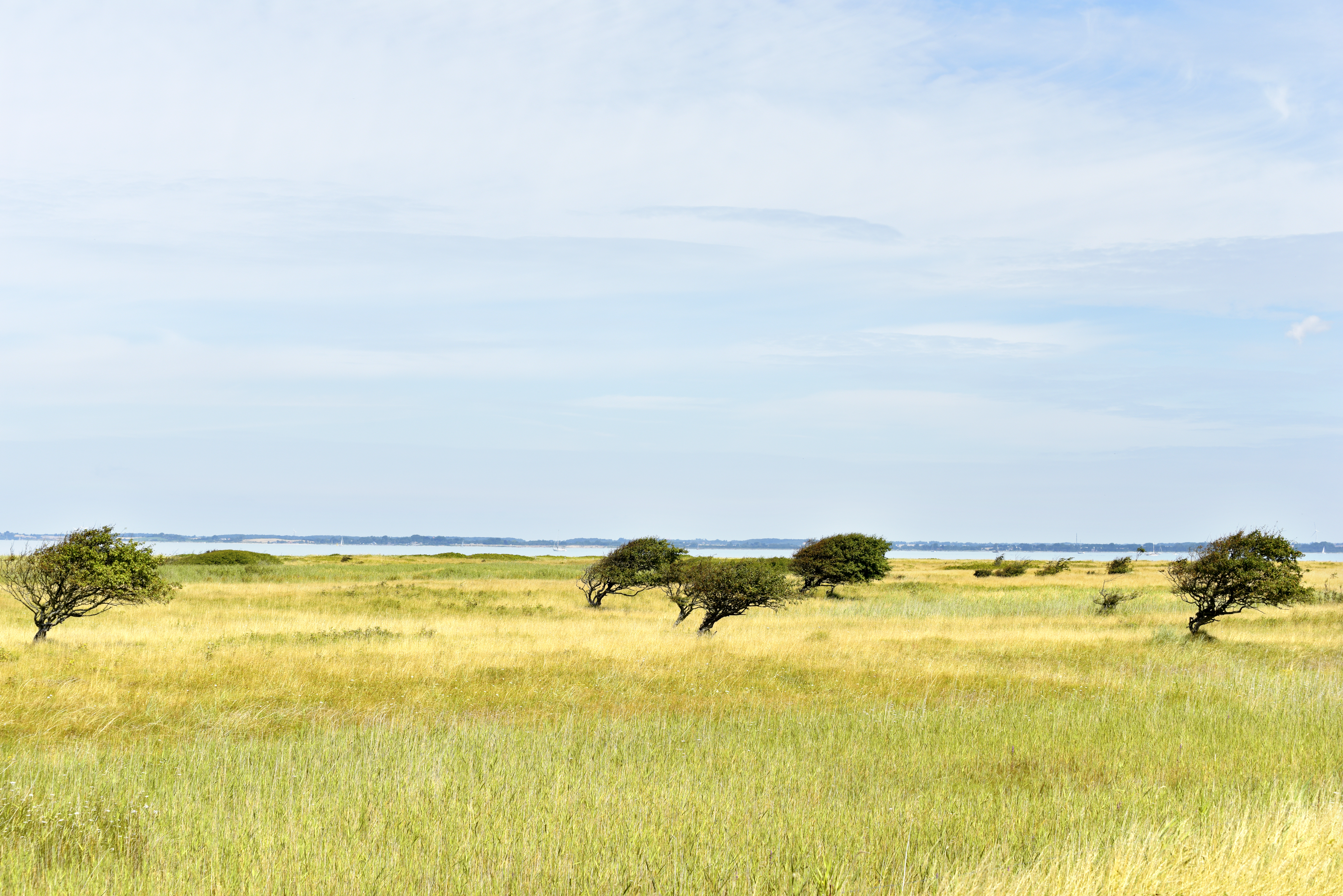
盖尔廷格比尔克的风景
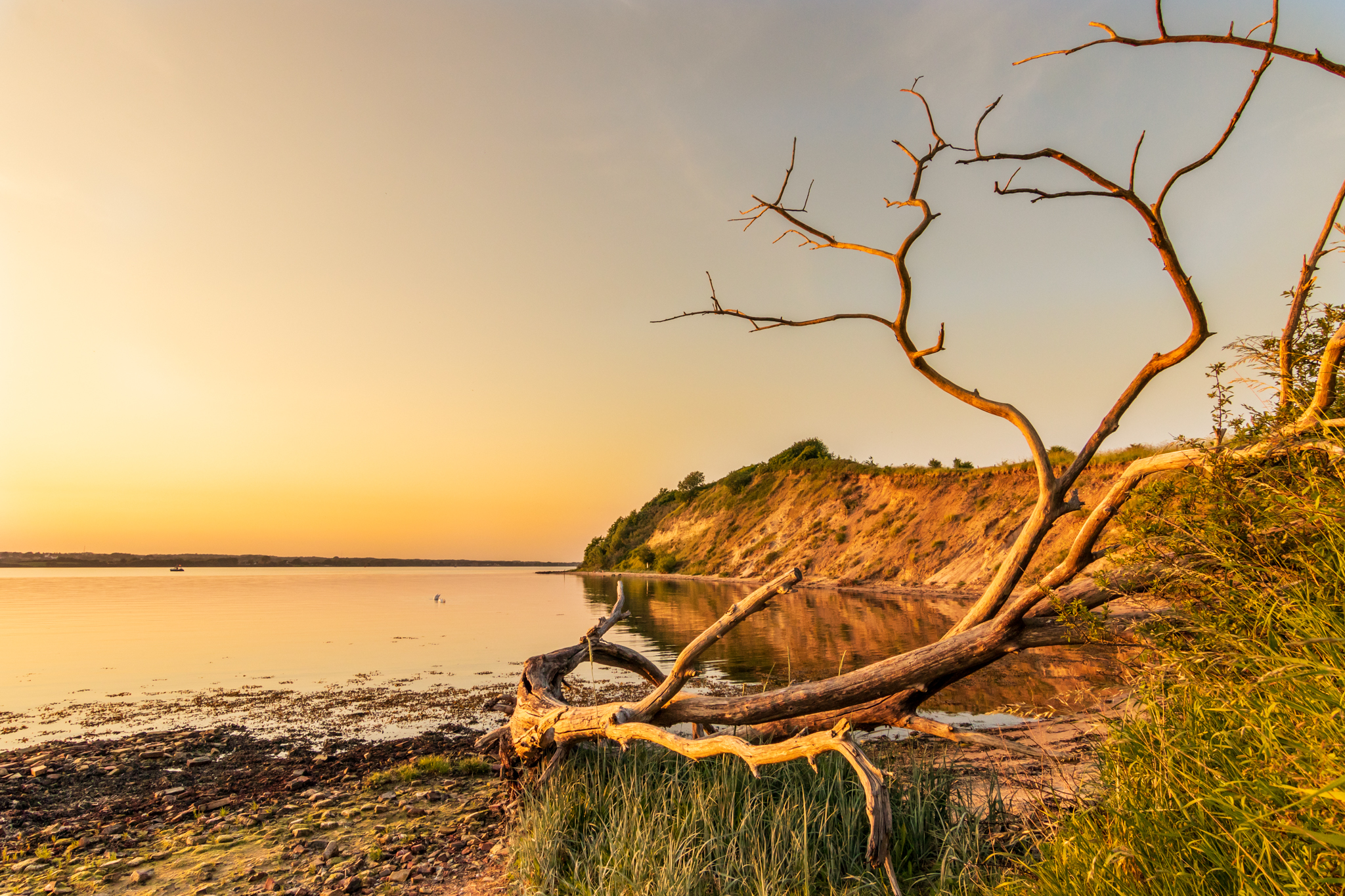
霍尔尼斯半岛海岸
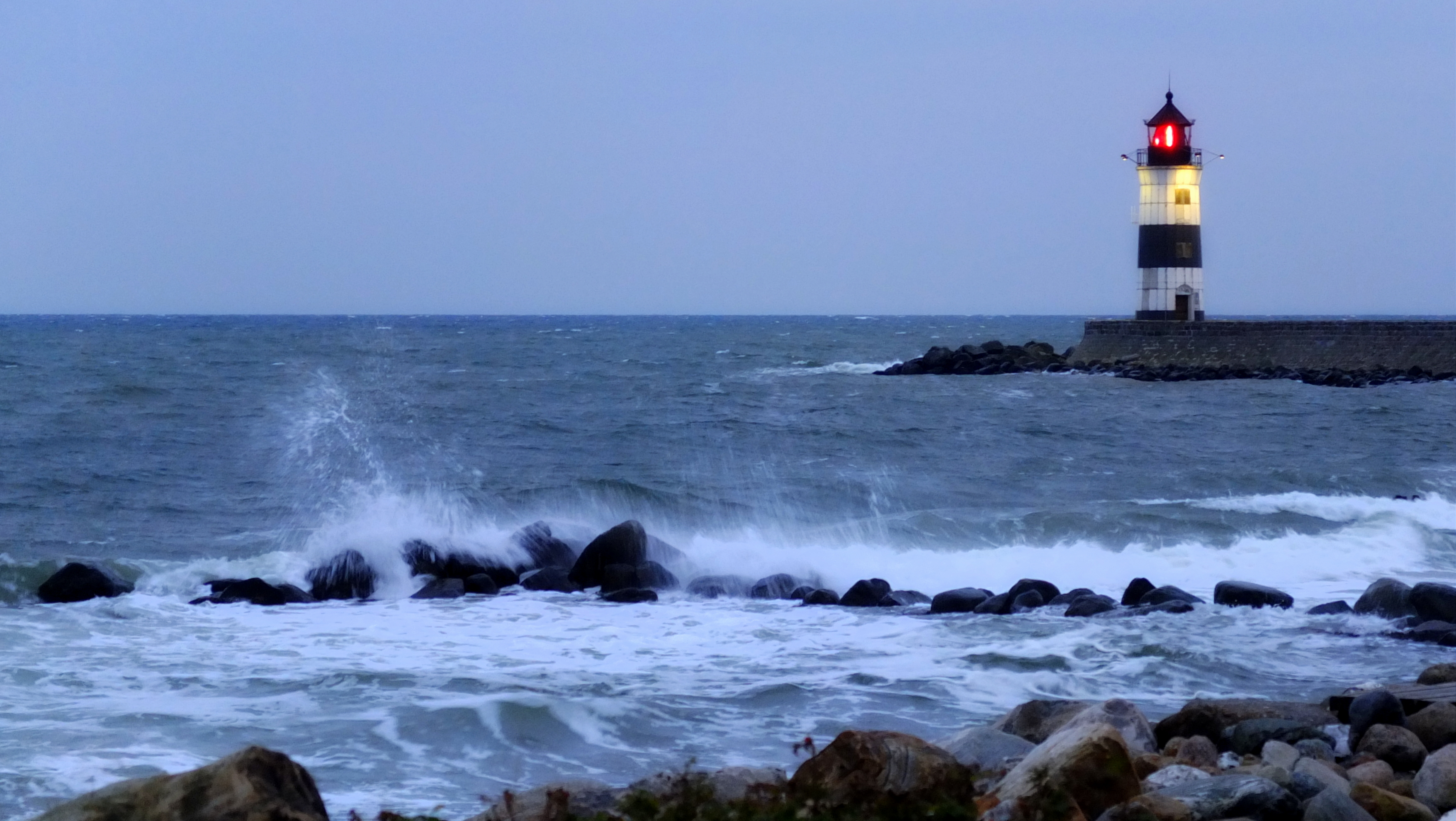
施莱明德的灯塔

## 交通

### 铁路

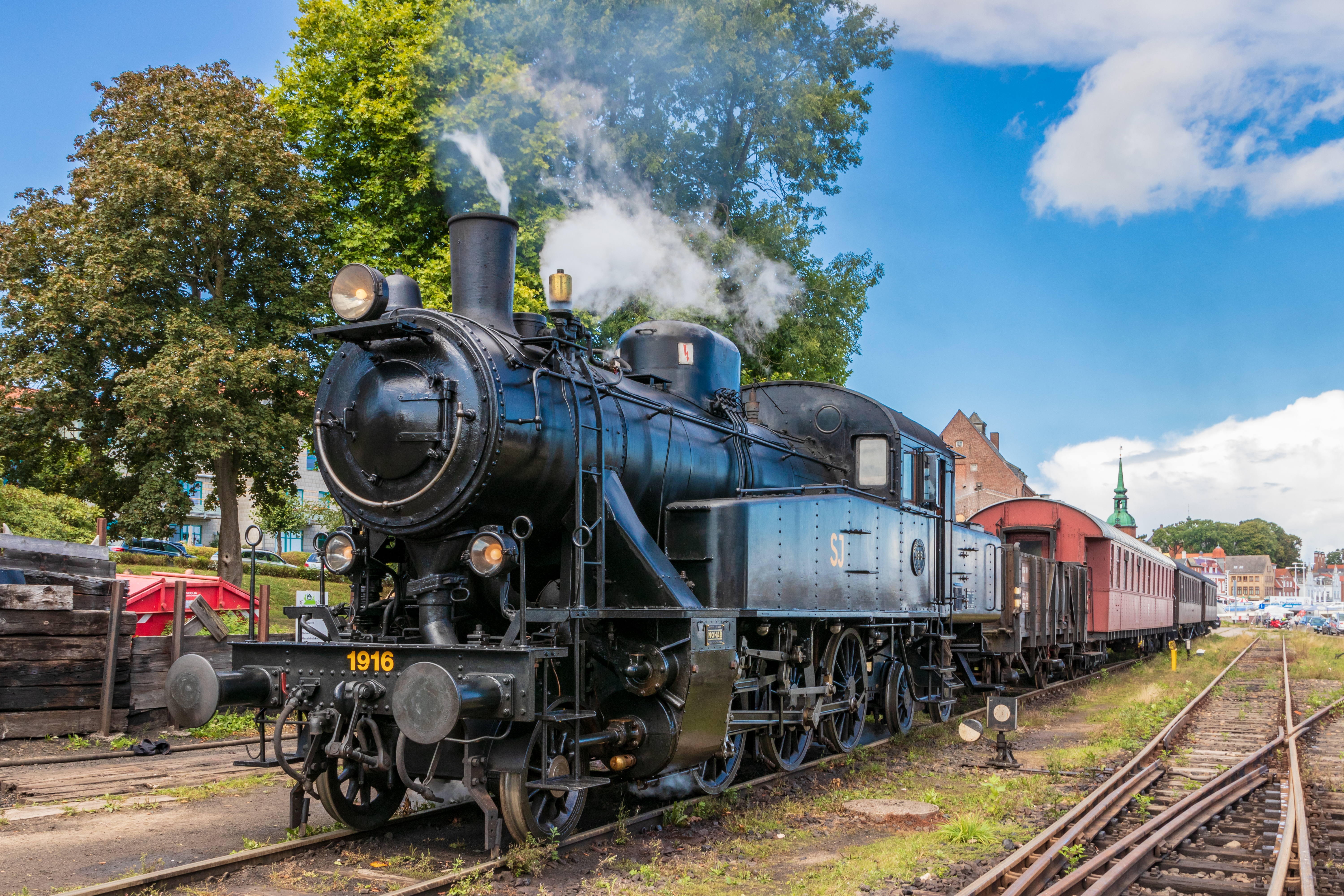
卡珀尔恩的蒸汽火车

昂格尔恩由新明斯特-弗伦斯堡铁路（日德兰半岛铁路的一部分）和基尔-弗伦斯堡铁路服务。还有一条观光铁路，即昂格尔恩蒸汽铁路，运行于南布拉鲁普和卡珀尔恩之间。

### 公路
德国7号高速公路沿昂格尔恩西部边缘延伸，连接石勒苏益格和弗伦斯堡，然后进入丹麦的森讷于斯克高速公路 。

## 语言

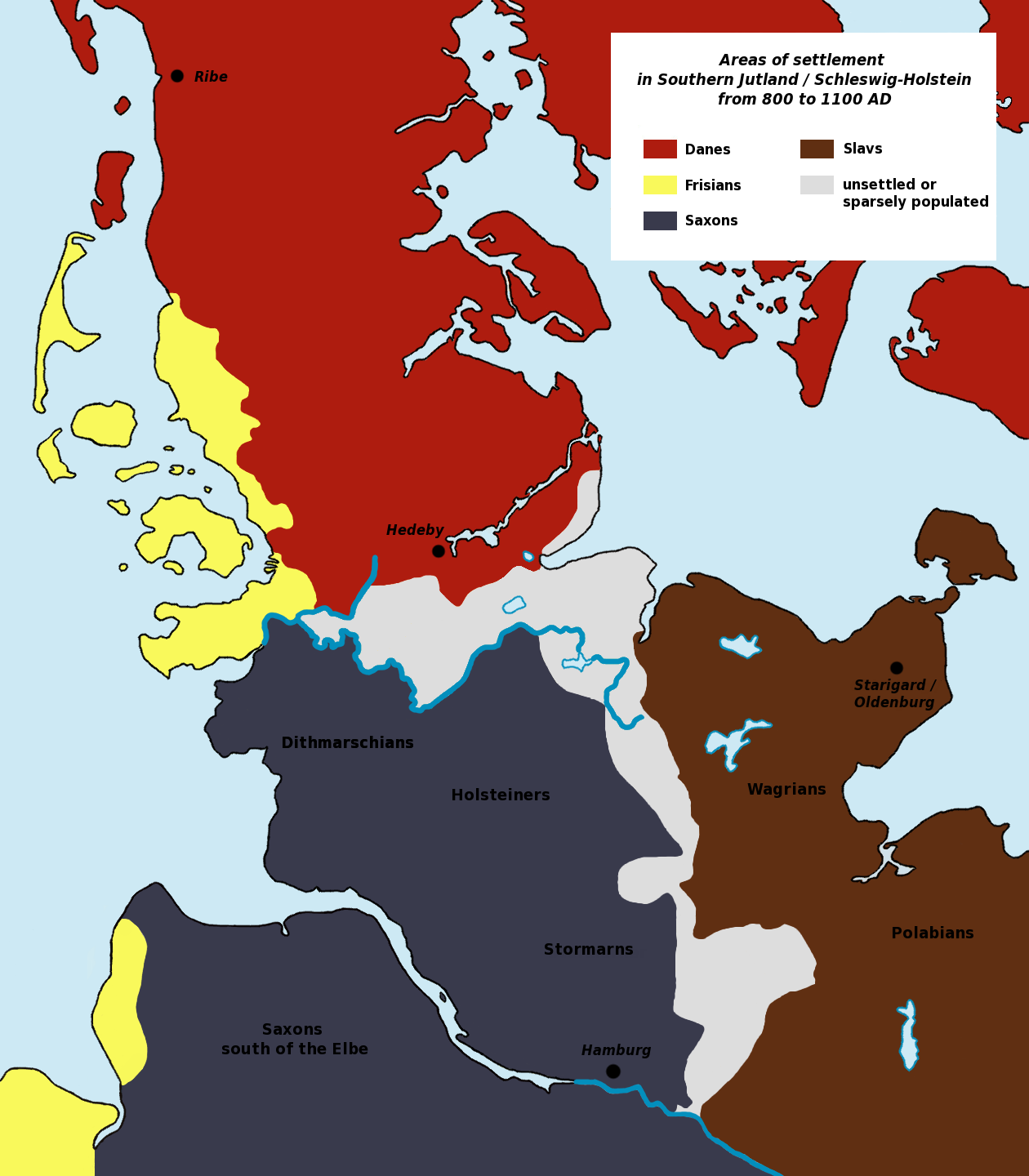
中世纪石勒苏益格-荷尔斯泰因州的语言地图

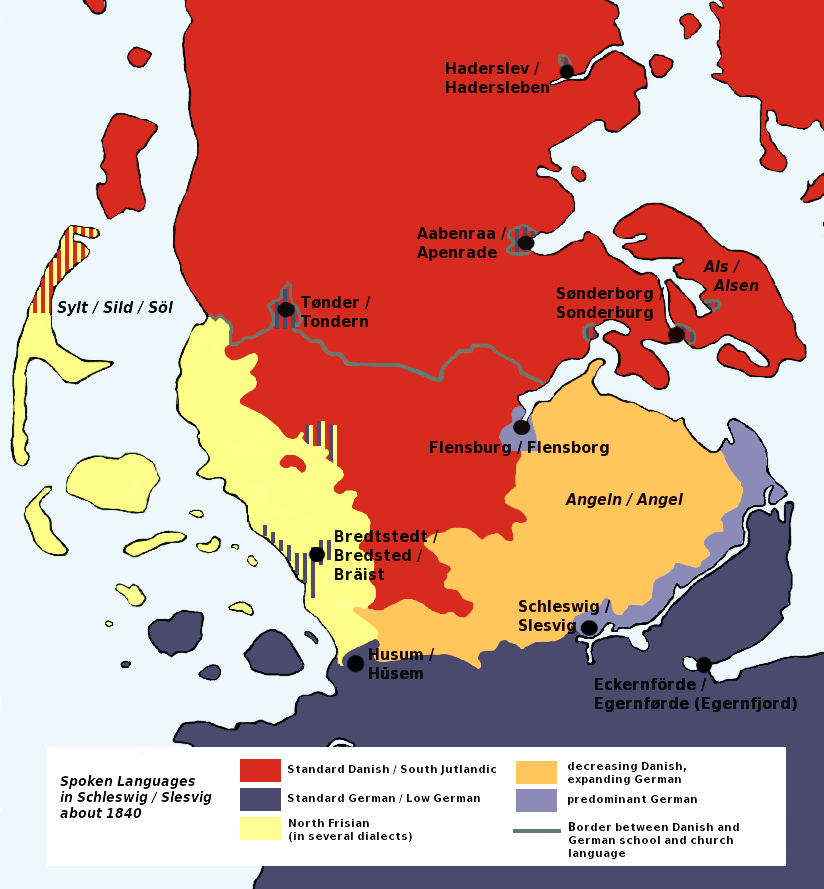
19世纪石勒苏益格-荷尔斯泰因州的语言地图，展现了德语的发展

昂格尔恩主要语言是德语，也有丹麦语和低地德语。后者未受到高地德語子音推移的影响，与英语的关系比德语更密切。
9世纪之前，盎格鲁人居住在昂格尔恩，他们使用的一种西日耳曼方言后来演变成英语。盎格鲁人离开后，丹麦人占领此地，半岛使用的语言向北日耳曼语转变。9世纪至19世纪期间，丹麦语成为该地区的主要语言。19世纪，当地主要语言从北日耳曼丹麦语变为西日耳曼低地德语，又逐渐被具有低地德语特征的标准德语所取代。
昂格尔恩本土的丹麦语变体是昂格尔恩丹麦语，是南日德兰语（日德兰半岛最南端的丹麦语变体，以前在最南端的埃肯弗德使用）的一种方言。
昂格尔恩的少部分人仍然使用丹麦语，但如今使用的方言是南石勒苏益格丹麦语，这种方言不是之前的南日德兰语方言，而是受（低地）德语影响的标准丹麦语方言。使用丹麦语的群体主要分布在弗伦斯堡、石勒苏益格和格吕克斯堡。
昂格尔恩的许多地名源自丹麦语，如Brodersby-Goltoft、Nieby和Husby等以-by（城镇）结尾的地名，以及如Sörup、Sterup和Tastrup等以-rup（村庄）结尾的地名。

## 历史

### 早期历史

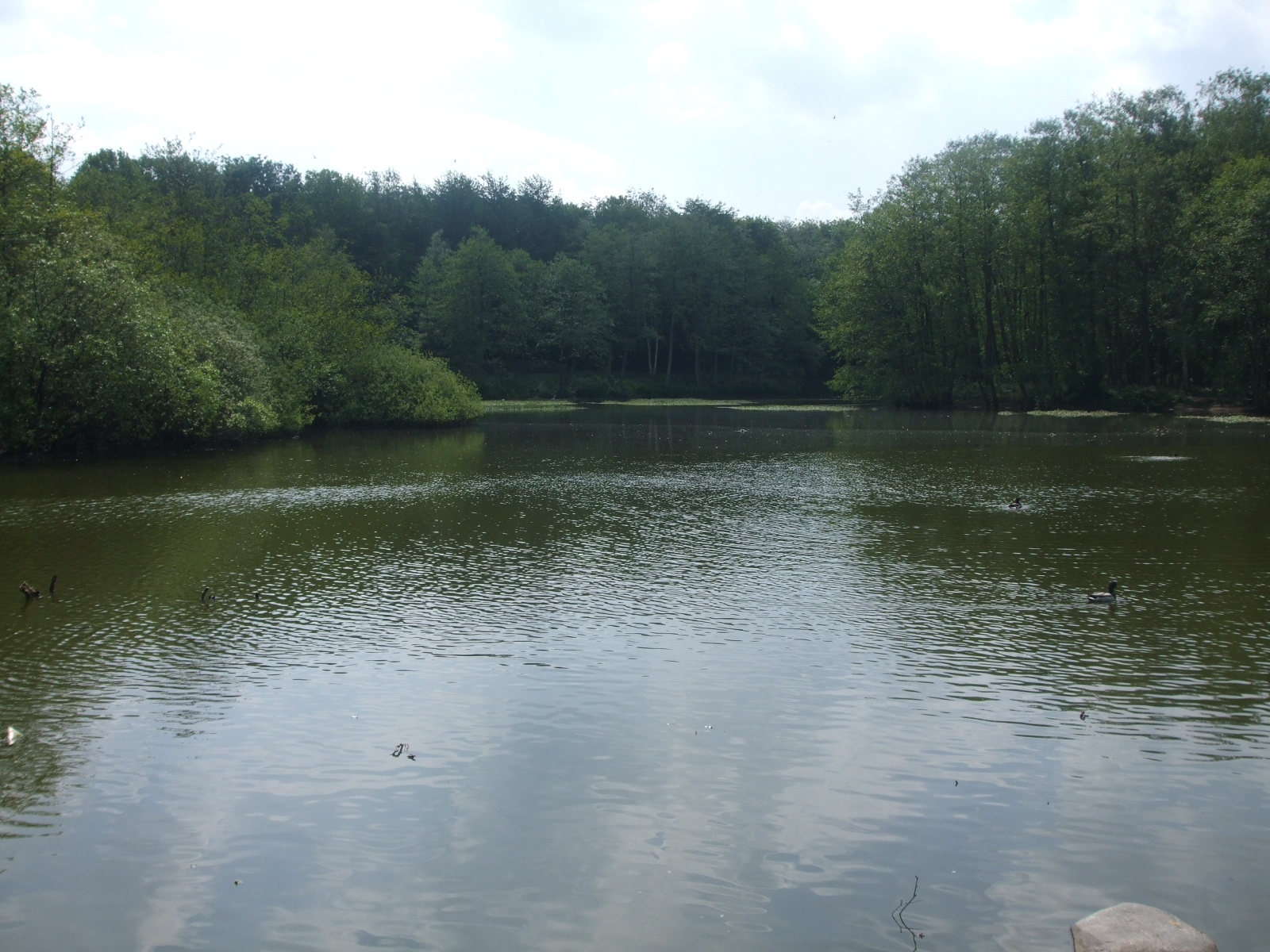
托尔斯贝格荒原

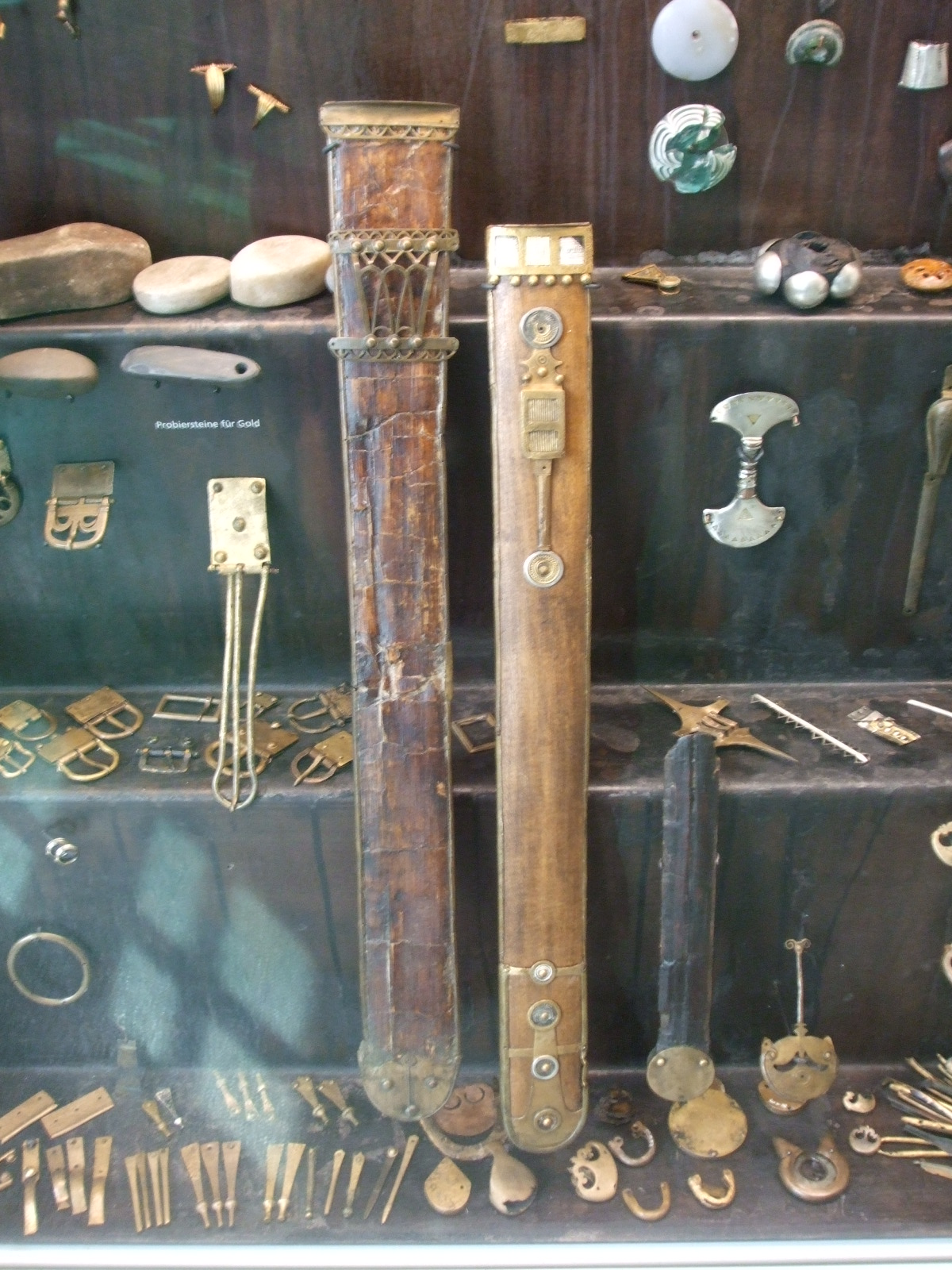
在托尔斯伯格沼泽发现的考古文物，现位于石勒苏益格的戈托尔夫城堡

该地区曾是日耳曼盎格鲁人的家园，其中一些人与撒克遜人和朱特人在5世纪至6世纪迁移到大不列颠岛。

#### 重要考古遗址托尔斯贝格沼泽
托尔斯贝格荒原是位于南布拉鲁普市的泥炭沼泽。这片不起眼的水域是一处重要的考古遗址，曾是罗马帝国时期日耳曼人的祭祀沼泽。从公元1世纪到5世纪初，托尔斯贝格荒原曾用物品分几个阶段进行献祭，据推测献祭者是西日耳曼部落的盎格鲁人。19世纪，人们在沼泽中发现了大量重要且丰富的文化和历史遗迹。当前的名字不能证明这座圣殿在盎格鲁人时代就已经用来给索尔献祭。相反，这个名字是受中世纪早期，特别是维京时代丹麦的影响。随着大多数盎格鲁人移居不列颠，昂格尔恩的定居点和文化结构普遍出现不连续性。虽然中世纪早期的丹麦定居者确实可能崇拜托尔，但这个名字更有可能源自一座有着维京时代墓葬的同名山丘。

#### 盎格鲁人移居英国
昂格尔恩的人口密度在5世纪至6世纪急剧下降，许多村庄年久失修。谷物花粉骤降表明田地变得荒芜。首先被放弃的是粘土含量较高的土壤。由于在相邻的石勒苏益格盖斯特的某些地方发现了更多的花粉，因此人们推测气候已经发生了变化。降雨量的增加可以解释人口向沙质山麓地区迁移的现象。离开沿海定居点的另一个原因可能是来自海上的袭击。这种的区域性迁徙也可以解释另一种现象：现在认为，从盎格鲁人迁离昂格尔恩到他们抵达英格兰东部和中部之间，很可能经历了近100年。盎格鲁人最初应向西迁移到石勒苏益格盖斯特，之后才完全离开故土。
成书于公元890年前后的《盎格魯-撒克遜編年史》记录了公元449至455年间，英国国王沃蒂根邀请盎格鲁人前来帮助他保卫自己的王国，抵御皮克特人的劫掠，并以土地作为回报。那些成功的盎格鲁人捎信说，这里有好土地，而英国人“一文不值”。随后，大量盎格鲁人和亲近的日耳曼人开始移居此地。
这部阿尔弗雷德大帝委托撰写的编年史借鉴了早期的口头传说和为数不多的残章。其中最好的一部分由修道士比德在公元730年左右撰写，他在《英国基督教史》中对盎格鲁人的起源和分布进行了如下简要记述：
盎格鲁人在朱特人和撒克逊人之间建立了盎格鲁斯王国，据称，东盎格鲁人、中盎格鲁人、麦西亚人、所有诺森布里亚人（即居住在亨伯河北岸的那些民族）和其他英国民族，都是他们的后裔。——比德的《英吉利教會史》,卷一第十五章
“亨伯河以北”一词指的是北方的诺森布里亚王国，领土包括英格兰北部的大部分地区和苏格兰南部的部分地区。麦西亚大致位于今英格蘭中部地區。
这一记载与考古学证据相印证，特别是胸针类型的分布可说明这一点：当时英国东部和北部地区的定居者都佩戴十字形胸针，这种款式在当时的斯堪的纳维亚|海岸、丹麦、石勒苏益格-荷尔斯泰因州（易北河下游以南、奧得河以东）以及弗里斯兰海岸的一小片地区都很流行。

### 后续

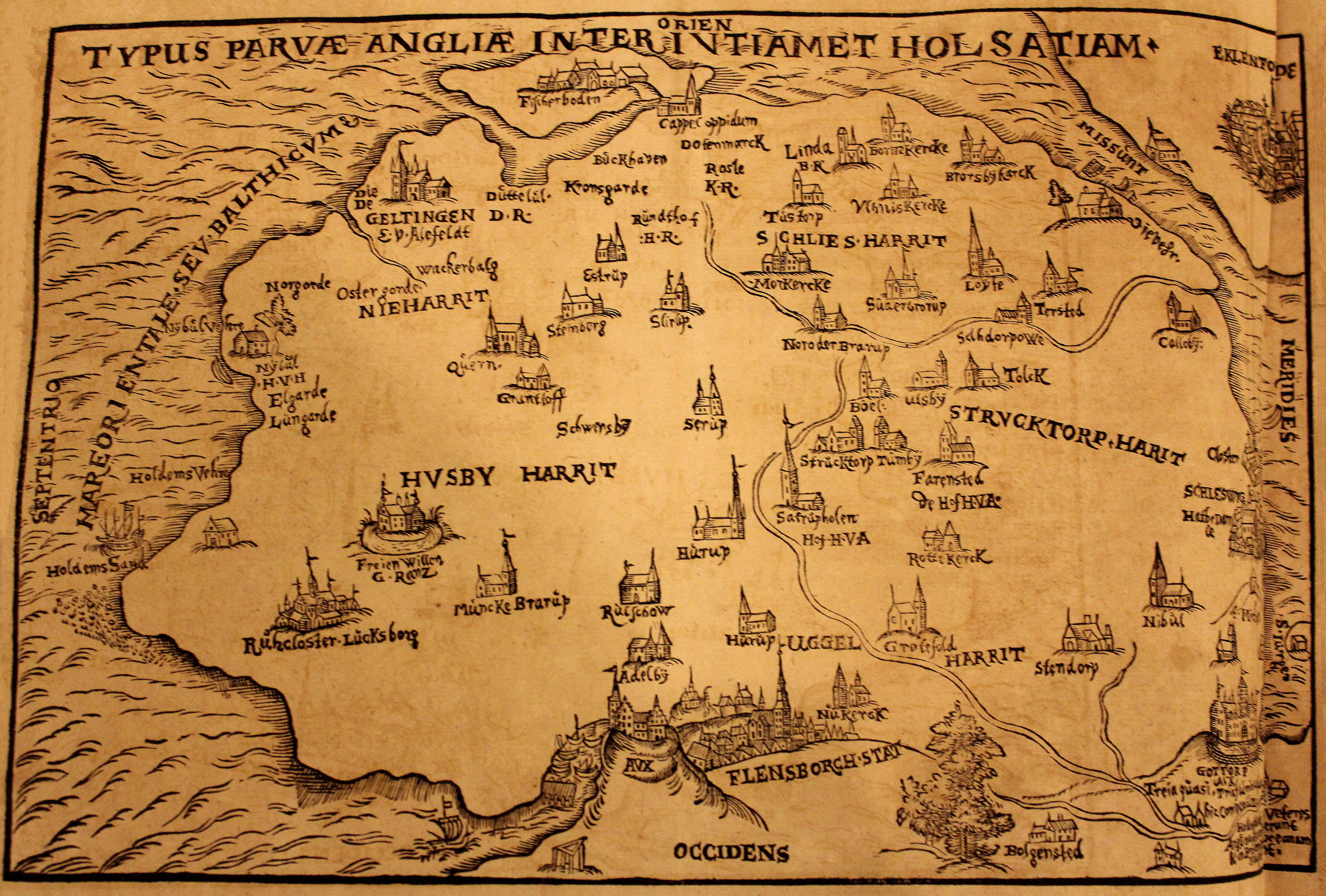
16世纪的昂格尔恩地图，方向朝东

在盎格鲁人离开昂格尔恩之后，丹人在8世纪占领该地区。这反映在如今该地区大量以-by（城镇）结尾的地名上。公元10世纪，编年史家埃塞尔韦尔德称，昂格尔恩最重要的城镇是赫德比。

## 纹章和旗帜
昂格尔恩的非官方纹章由汉斯·尼古拉·安德烈亚斯·延森设计，于1847年首次亮相。它由九个区域组成，除一个区域外，其余均代表了昂格尔恩历史上的丹麦百户区：
- 胡斯比百户区（德语：Husbyharde）：风格化房屋
- 蒙克布拉鲁普百户区（德语：Munkbrarupharde）：圣劳伦斯烤架
- 尼百户区（德语：Nieharde）：星与弯月
- 施利斯百户区（德语：Schliesharde）：鲱鱼和浪花
- 东昂格尔恩为君主直辖，不属于任一百户区，直至1853年才更名为卡珀尔讷百户区（德语：Kappelner Harde），因此以两只石勒苏益格狮子（英语：Coat_of_arms_of_Schleswig）作为象征。
- 斯特鲁克斯多夫百户区（德语：Struxdorfharde）：风格化的橡木
- 萨特鲁普百户区（德语：Satrupharde）：镰刀
- 莫尔基希百户区（德语：Mohrkirchharde）：T型十字架
- 菲辛百户区（德语：Fysingharde）：交叉的钥匙

在最初的纹章草案中，胡斯比百户区以两支交叉的箭和前面的心形作为纹章。最迟从1906年开始，使用风格化房屋替代了旧纹章，因此偶尔仍可找到纹章的原始版本。乌格尔百户区只有部分位于昂格尔恩，并未在纹章中体现。

目前使用两面非官方旗帜，一面使用了石勒苏益格-荷尔斯泰因州的配色，另一面展示丹麦国旗的北歐十字。

昂格尔恩纹章
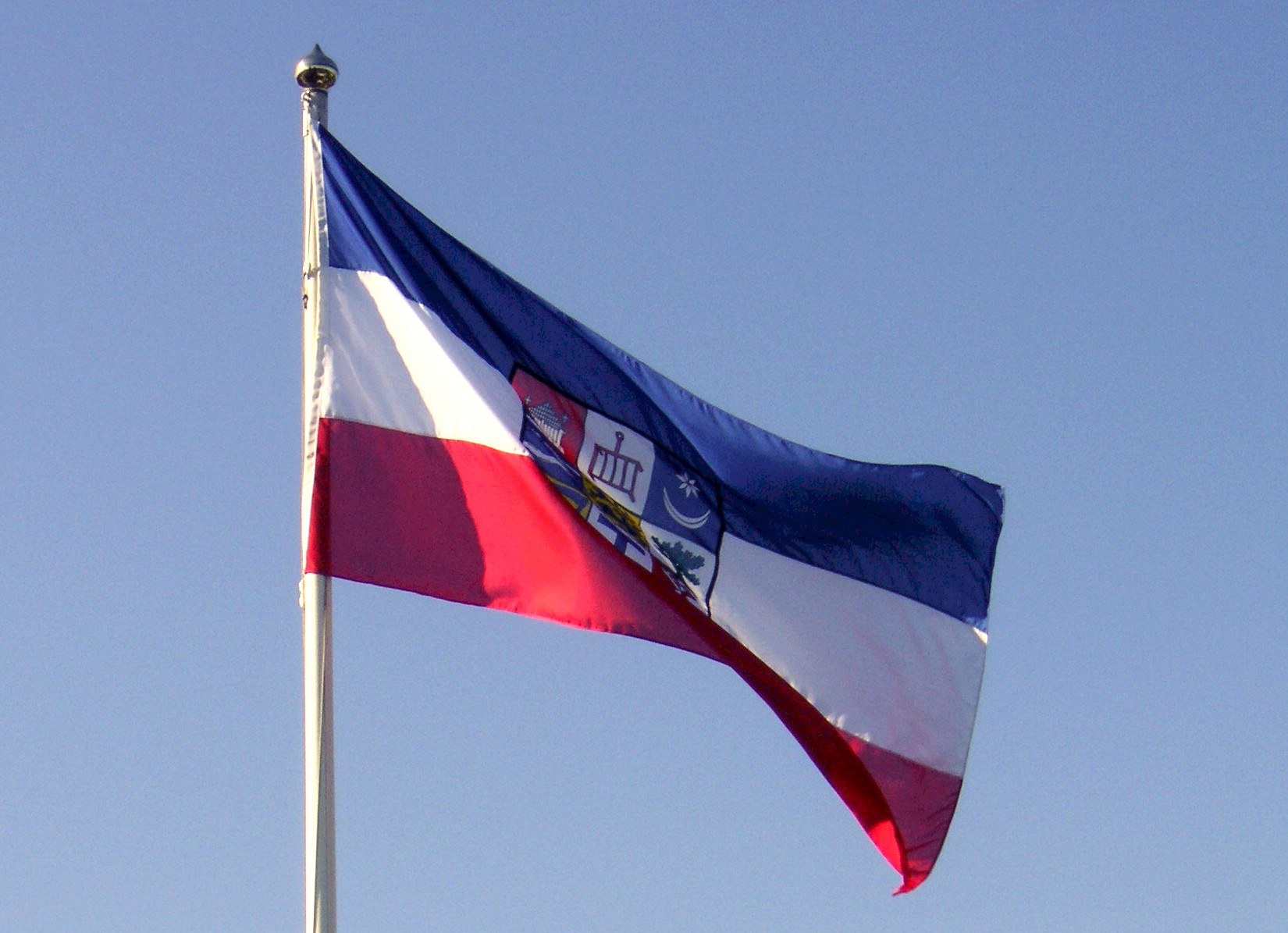
昂格尔恩旗帜
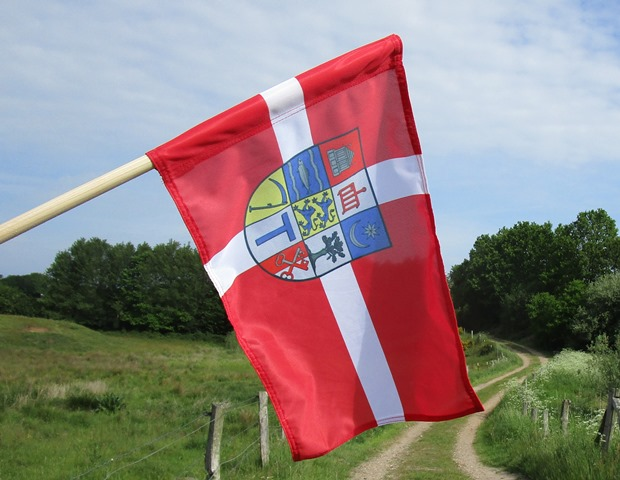
丹麦风格的昂格尔恩旗帜
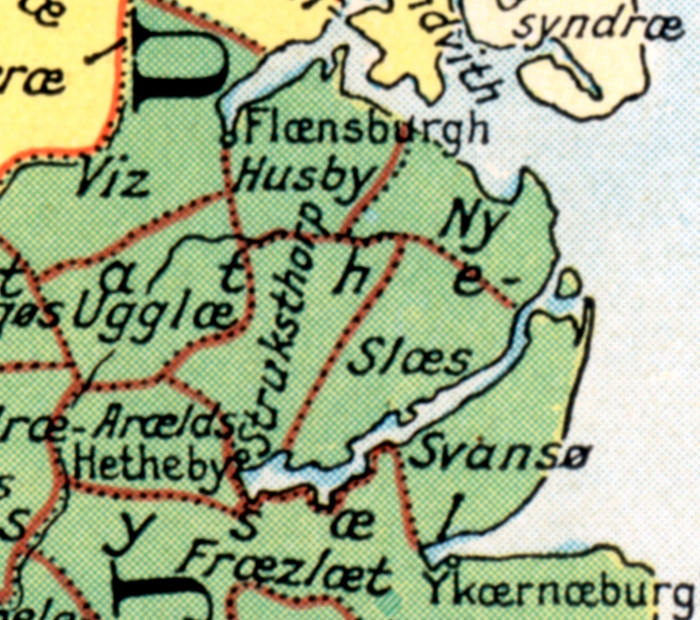
昂格尔恩划分成的百户区
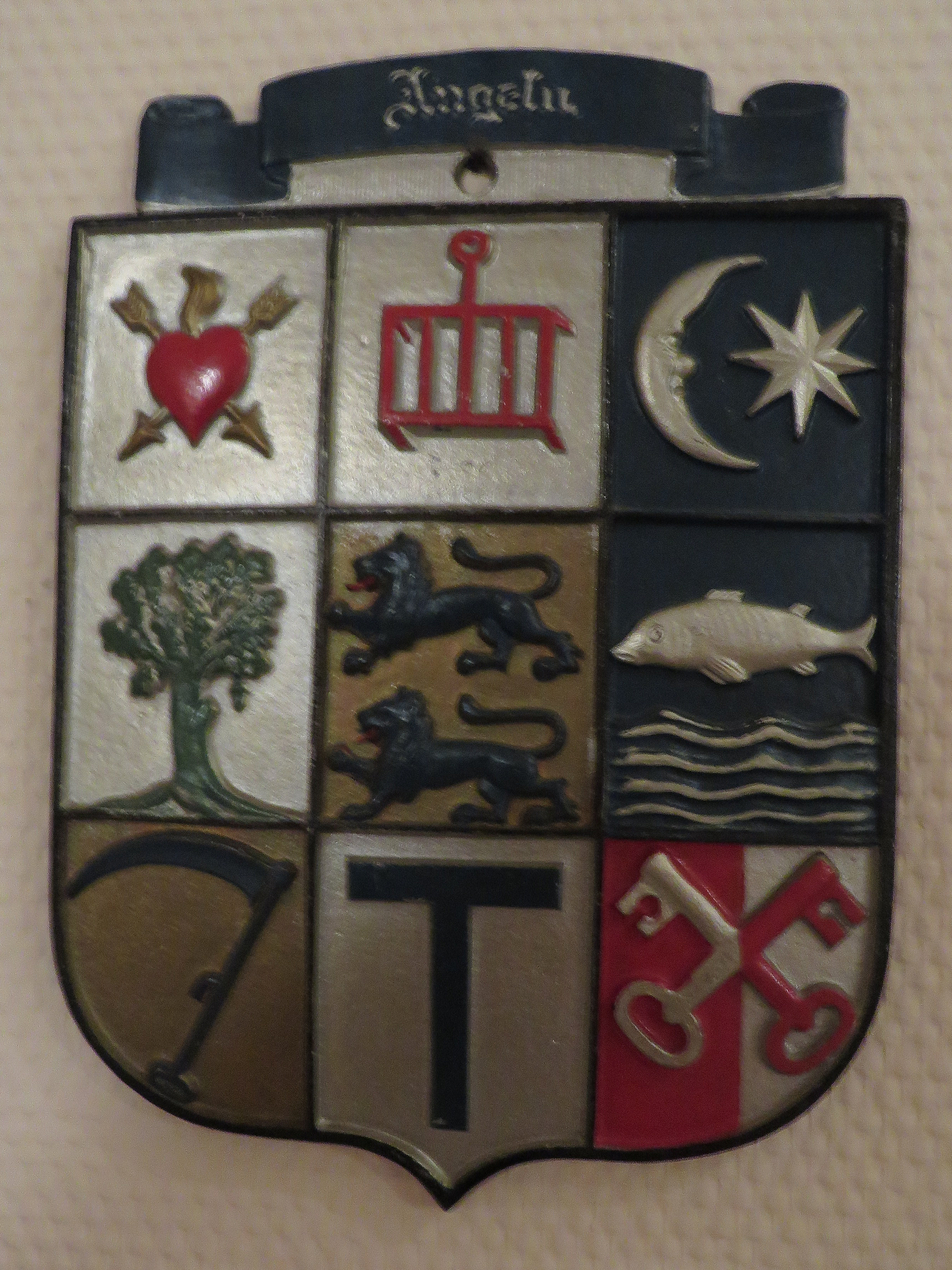
1847 年至 1906 年的 昂格尔恩纹章

## 书目
- Ecclesiastical History of the English Nation, Book I, Bede, c. 731
- The Anglo-Saxon Chronicle: Translated and collated by Anne Savage, Dorset Press, 1983, ISBN 0-88029-061-7
- Malcolm Falkus and John Gillingham, Historical Atlas of Britain, Crescent Books, 1987, ISBN 0-517-63382-5